# Az Orosz Olimpiai Bizottság versenyzői a 2020. évi nyári olimpiai játékokon
Az Orosz Olimpiai Bizottság versenyzői a Tokióban, Japánban megrendezett 2020. évi nyári olimpiai játékok egyik részt vevő nemzete volt. Az olimpián 30 sportágban 328 sportoló vett részt, akik összesen 71 érmet szereztek.
A Doppingellenes Világszervezet 2019-ben négy évre eltiltotta Oroszországot államilag támogatott dopping és a moszkvai doppingellenőrző laborban történt visszaélések miatt. Ez alapján a Nemzetközi Sportdöntőbíróság jóváhagyta az ország eltiltását. Ennek értelmében az orosz sportolók nem vehettek részt az olimpiai játékokon Oroszország színeiben, és az orosz himnuszt sem lehetett lejátszani. Az orosz versenyzők ezért a játékokon az Orosz Olimpiai Bizottság angol rövidítését (ROC) használták, egyedi zászlóval. A himnusz helyett Pjotr Iljics Csajkovszkij b-moll zongoraversenyének egy részlete csendülhetett fel.

## Érmesek
| Érem  | Versenyző | Sportág       | Versenyszám                  |
| ----- | --- | ------------- | ---------------------------- |
| Arany | Marija Laszickenye | Atlétika      | Női magasugrás               |
| Arany | Musza Jevlojev | Birkózás      | Férfi 97 kg                  |
| Arany | Zaur Ugujev | Birkózás      | Férfi 57 kg                  |
| Arany | Zaurbek Szidakov | Birkózás      | Férfi 74 kg                  |
| Arany | Albert Batirgazijev | Ökölvívás     | Férfi pehelysúly             |
| Arany | Vitalina Bacaraskina | Sportlövészet | Női légpisztoly              |
| Arany | Vitalina Bacaraskina | Sportlövészet | Női sportpisztoly            |
| Arany | Szvetlana Romasina Szvetlana Kolesznyicsenko | Szinkronúszás | Páros                        |
| Arany | Szvetlana Romasina Szvetlana Kolesznyicsenko Marina Goljadkina Polina Komar Alekszandra Packevics Vlada Csigirova Alla Siskina Marija Surocskina | Szinkronúszás | Csapat                       |
| Arany | Makszim Hramcov | Taekwondo     | Férfi váltósúly              |
| Arany | Vlagyiszlav Larin | Taekwondo     | Férfi nehézsúly              |
| Arany | Andrej Rubljov Anasztaszija Pavljucsenkova | Tenisz        | Vegyes páros                 |
| Arany | Gyenyisz Abljazin David Beljavszkij Artur Dalalojan Nyikita Nagornij | Torna         | Férfi csapat összetett       |
| Arany | Lilija Ahaimova Viktorija Lisztunova Angelina Melnyikova Vlagyiszlava Urazova | Torna         | Női csapat összetett         |
| Arany | Jevgenyij Rilov | Úszás         | Férfi 100 m hát              |
| Arany | Jevgenyij Rilov | Úszás         | Férfi 200 m hát              |
| Arany | Inna Gyeriglazova Larisza Korobejnyikova Marta Martyjanova Agyelina Zagidullina | Vívás         | Női tőr, csapat              |
| Arany | Szofja Pozdnyakova | Vívás         | Női kard, egyéni             |
| Arany | Olga Nyikityina Szofja Pozdnyakova Szofja Velikaja | Vívás         | Női kard, csapat             |
| Ezüst | Anzselika Szidorova | Atlétika      | Női rúdugrás                 |
| Ezüst | Anna Prakatyeny | Evezés        | Női egypárevezős             |
| Ezüst | Vaszilisza Sztyepanova Jelena Orjabinszkaja | Evezés        | Női kormányos nélküli kettes |
| Ezüst | Jelena Oszipova | Íjászat       | Női egyéni                   |
| Ezüst | Szvetlana Gombojeva Jelena Oszipova Kszenyija Perova | Íjászat       | Női csapat                   |
| Ezüst | Anna Szedojkina Polina Kuznyecova Polina Gorskova Darja Dmitrijeva Anna Szeny Anna Vjahireva Polina Vegyohina Vladlena Bobrovnyikova Kszenyija Makejeva Jelena Mihajlicsenko Olga Fomina Jekatyerina Iljina Julija Manaharova Antonyina Szkorobogatcsenko Viktorija Kalinyina | Kézilabda     | Női                          |
| Ezüst | Ilja Karpenkov Kirill Piszklov Sztanyiszlav Sarov Alekszandr Zujev | Kosárlabda    | Férfi 3x3                    |
| Ezüst | Jevgenyija Frolkina Olga Frolkina Julija Kozik Anasztaszija Logunova | Kosárlabda    | Női 3x3                      |
| Ezüst | Muszlim Gadzsimagomedov | Ökölvívás     | Férfi nehézsúly              |
| Ezüst | Vjacseszlav Kraszilnyikov Oleg Sztojanovszkij | Röplabda      | Férfi strandröplabda         |
| Ezüst | Gyenyisz Bogdan Valentyin Golubev Ivan Jakovlev Jegor Kljuka Igor Kobzar Iljasz Kurkajev Makszim Mihajlov Pavel Pankov Viktor Poletajev Jaroszlav Podlesznih Dmitrij Volkov Artyom Volvics                                                                                    | Röplabda      | Férfi röplabda               |
| Ezüst | Szergej Kamenszkij | Sportlövészet | Férfi sportpuska összetett   |
| Ezüst | Anasztaszija Galasina | Sportlövészet | Női légpuska                 |
| Ezüst | Julija Zikova | Sportlövészet | Női sportpuska összetett     |
| Ezüst | Vitalina Bacaraskina Artyjom Csernouszov | Sportlövészet | Vegyes csapat légpisztoly    |
| Ezüst | Tatyjana Minyina | Taekwondo     | Női pehelysúly               |
| Ezüst | Karen Hacsanov | Tenisz        | Férfi egyes                  |
| Ezüst | Aszlan Karacev Jelena Vesznyina | Tenisz        | Vegyes páros                 |
| Ezüst | Gyenyisz Abljazin | Torna         | Férfi ugrás                  |
| Ezüst | Anasztaszija Iljankova | Torna         | Női felemáskorlát            |
| Ezüst | Gyina Averina | Torna         | Egyéni                       |
| Ezüst | Anasztaszija Bliznyuk Anasztaszija Makszimova Angelina Skatova Anasztaszija Tatareva Alisza Tyiscsenko | Torna         | Csapat                       |
| Ezüst | Kliment Kolesznyikov | Úszás         | Férfi 100 m hát              |
| Ezüst | Mihail Dovgaljuk Ivan Girjov Martyin Maljutyin Jevgenyij Rilov Alekszandr Krasznih Mihail Vekoviscsev | Úszás         | Férfi 4 × 200 m gyors        |
| Ezüst | Szergej Bida Szergej Hodosz Nyikita Glazkov Pavel Szuhov | Vívás         | Férfi párbajtőr, csapat      |
| Ezüst | Anton Borodacsov Kirill Borodacsov Vlagyiszlav Milnyikov Tyimur Szafin | Vívás         | Férfi tőr, csapat            |
| Ezüst | Inna Gyeriglazova | Vívás         | Női tőr, egyéni              |
| Ezüst | Szofja Velikaja | Vívás         | Női kard, egyéni             |
| Bronz | Szergej Jemelin | Birkózás      | Férfi 60 kg                  |
| Bronz | Szergej Szemjonov | Birkózás      | Férfi 130 kg                 |
| Bronz | Gadzsimurad Rasidov | Birkózás      | Férfi 65 kg                  |
| Bronz | Artur Najfonov | Birkózás      | Férfi 86 kg                  |
| Bronz | Nyijaz Iljaszov | Cselgáncs     | Férfi félnehézsúly           |
| Bronz | Tamerlan Basajev | Cselgáncs     | Férfi nehézsúly              |
| Bronz | Magyina Tajmazova | Cselgáncs     | Női középsúly                |
| Bronz | Darja Smeleva Anasztaszija Vojnova | Kerékpározás  | Női csapatsprint             |
| Bronz | Gulnaz Hatunceva Marija Novolodszkaja | Kerékpározás  | Női madison                  |
| Bronz | Olekszandr Bondar Viktor Minyibajev | Műugrás       | Férfi szinkron toronyugrás   |
| Bronz | Andrej Zamkovoj | Ökölvívás     | Férfi váltósúly              |
| Bronz | Gleb Baksi | Ökölvívás     | Férfi középsúly              |
| Bronz | Imam Hatajev | Ökölvívás     | Férfi félnehézsúly           |
| Bronz | Zemfira Magomedalijeva | Ökölvívás     | Női középsúly                |
| Bronz | Julija Karimova | Sportlövészet | Női sportpuska összetett     |
| Bronz | Julija Karimova Szergej Kamenszkij | Sportlövészet | Vegyes csapat légpuska       |
| Bronz | Mihail Artamonov | Taekwondo     | Férfi légsúly                |
| Bronz | Nyikita Nagornij | Torna         | Férfi nyújtó                 |
| Bronz | Nyikita Nagornij | Torna         | Férfi egyéni összetett       |
| Bronz | Angelina Melnyikova | Torna         | Női talaj                    |
| Bronz | Angelina Melnyikova | Torna         | Női egyéni összetett         |
| Bronz | Kliment Kolesznyikov | Úszás         | Férfi 100 m gyors            |
| Bronz | Larisza Korobejnyikova | Vívás         | Női tőr, egyéni              |

## Asztalitenisz
Férfi
| Versenyző        | Versenyszám | Selejtező         | 64-es főtábla                 | 48-as főtábla         | 32-es főtábla                  | Nyolcaddöntő      | Negyeddöntő       | Elődöntő          | Döntő             | Helyezés |
| Versenyző        | Versenyszám | Ellenfél Eredmény | Ellenfél Eredmény             | Ellenfél Eredmény     | Ellenfél Eredmény              | Ellenfél Eredmény | Ellenfél Eredmény | Ellenfél Eredmény | Ellenfél Eredmény | Helyezés |
| ---------------- | ----------- | ----------------- | ----------------------------- | --------------------- | ------------------------------ | ----------------- | ----------------- | ----------------- | ----------------- | -------- |
| Kirill Szkacskov | Egyes       | erőnyerő          | Dimitrije Levajac (SRB) · 4–2 | Kanak Jha (USA) · 4–2 | Dimitrij Ovtcharov (GER) · 0–4 | kiesett           | kiesett           | kiesett           | kiesett           |          |

Női
| Versenyző        | Versenyszám | Selejtező         | 64-es főtábla               | 48-as főtábla        | 32-es főtábla     | Nyolcaddöntő      | Negyeddöntő       | Elődöntő          | Döntő             | Helyezés |
| Versenyző        | Versenyszám | Ellenfél Eredmény | Ellenfél Eredmény           | Ellenfél Eredmény    | Ellenfél Eredmény | Ellenfél Eredmény | Ellenfél Eredmény | Ellenfél Eredmény | Ellenfél Eredmény | Helyezés |
| ---------------- | ----------- | ----------------- | --------------------------- | -------------------- | ----------------- | ----------------- | ----------------- | ----------------- | ----------------- | -------- |
| Polina Mihajlova | Egyes       | erőnyerő          | erőnyerő                    | Liu Jia (AUT) · 3–4  | kiesett           | kiesett           | kiesett           | kiesett           | kiesett           |          |
| Jana Noszkova    | Egyes       | erőnyerő          | Prithika Pavade (FRA) · 4–2 | Zhang Mo (CAN) · 3–4 | kiesett           | kiesett           | kiesett           | kiesett           | kiesett           |          |

## Atlétika
Férfi
| Versenyző        | Versenyszám     | Előfutam   | Előfutam   | Előfutam   | Elődöntő | Elődöntő | Elődöntő | Döntő   | Döntő    |
| Versenyző        | Versenyszám     | Idő        | Hely.      | Össz.      | Idő      | Hely.    | Össz.    | Idő     | Helyezés |
| ---------------- | --------------- | ---------- | ---------- | ---------- | -------- | -------- | -------- | ------- | -------- |
| Szergej Subenkov | 110 m gát       | nem indult | nem indult | nem indult | kiesett  | kiesett  | kiesett  | kiesett | kiesett  |
| Vaszilij Mizinov | 20 km gyaloglás |            |            |            |          |          |          | kizárva | kizárva  |

| Versenyző       | Versenyszám   | Selejtező | Selejtező | Döntő    | Döntő    |
| Versenyző       | Versenyszám   | Eredmény  | Helyezés  | Eredmény | Helyezés |
| --------------- | ------------- | --------- | --------- | -------- | -------- |
| Mihail Akimenko | Magasugrás    | 2,28 m    | 1.        | 2,33 m   | 6.       |
| Ilja Ivanyuk    | Magasugrás    | 2,28 m    | 6.        | 2,30 m   | 9.       |
| Valerij Pronkin | Kalapácsvetés | 75,80 m   | 11.       | 76,72 m  | 8.       |

| Versenyző      | Versenyszám | 100 m | 100 m | Távolugrás | Távolugrás | Súlylökés | Súlylökés | Magasugrás | Magasugrás | 400 m | 400 m | 110 m gát | 110 m gát | Diszkoszvetés | Diszkoszvetés | Rúdugrás | Rúdugrás | Gerelyhajítás | Gerelyhajítás | 1500 m  | 1500 m | Végeredmény | Végeredmény |
| Versenyző      | Versenyszám | Idő   | Pont  | Eredmény   | Pont       | Eredmény  | Pont      | Eredmény   | Pont       | Idő   | Pont  | Idő       | Pont      | Eredmény      | Pont          | Eredmény | Pont     | Eredmény      | Pont          | Idő     | Pont   | Pont        | Helyezés    |
| -------------- | ----------- | ----- | ----- | ---------- | ---------- | --------- | --------- | ---------- | ---------- | ----- | ----- | --------- | --------- | ------------- | ------------- | -------- | -------- | ------------- | ------------- | ------- | ------ | ----------- | ----------- |
| Ilja Skurenyov | Tízpróba    | 10,93 | 876   | 7,59 m     | 957        | 14,95 m   | 787       | 1,99 m     | 794        | 48,98 | 862   | 14,43     | 920       | 47,02 m       | 809           | 5,10 m   | 941      | 60,95 m       | 752           | 4:34,62 | 715    | 8413        | 8.          |

Női
| Versenyző        | Versenyszám     | Előfutam | Előfutam | Előfutam | Elődöntő | Elődöntő | Elődöntő | Döntő   | Döntő    |
| Versenyző        | Versenyszám     | Idő      | Hely.    | Össz.    | Idő      | Hely.    | Össz.    | Idő     | Helyezés |
| ---------------- | --------------- | -------- | -------- | -------- | -------- | -------- | -------- | ------- | -------- |
| Elvira Haszanova | 20 km gyaloglás |          |          |          |          |          |          | 1:31:58 | 16.      |

| Versenyző           | Versenyszám | Selejtező                | Selejtező                | Döntő    | Döntő    |
| Versenyző           | Versenyszám | Eredmény                 | Helyezés                 | Eredmény | Helyezés |
| ------------------- | ----------- | ------------------------ | ------------------------ | -------- | -------- |
| Darja Klisina       | Távolugrás  | Érvényes kísérlet nélkül | Érvényes kísérlet nélkül | kiesett  | kiesett  |
| Marija Laszickenye  | Magasugrás  | 1,95 m                   | 9.                       | 2,04 m   |          |
| Anzselika Szidorova | Rúdugrás    | 4,55 m                   | 1.                       | 4,85 m   |          |

## Birkózás
Férfi
Kötöttfogású
| Versenyző            | Versenyszám | Nyolcaddöntő                   | Negyeddöntő                 | Elődöntő                     | Vigaszág                       | Bronz- mérkőzés                      | Döntő                         | Helyezés |
| Versenyző            | Versenyszám | Ellenfél Eredmény              | Ellenfél Eredmény           | Ellenfél Eredmény            | Ellenfél Eredmény              | Ellenfél Eredmény                    | Ellenfél Eredmény             | Helyezés |
| -------------------- | ----------- | ------------------------------ | --------------------------- | ---------------------------- | ------------------------------ | ------------------------------------ | ----------------------------- | -------- |
| Szergej Jemelin      | 60 kg       | Haithem Mahmoud (EGY) · 7–6    | Luis Orta (CUB) · 3–4       |                              | Ildar Hafizov (USA) · 7–1      | Victor Ciobanu (MDA) · 12–1          |                               |          |
| Artyom Szurkov       | 67 kg       | Alejandro Sancho (USA) · 10–4  | Parviz Naszibov (UKR) · 1–1 |                              | Fredrik Bjerrehuus (DEN) · 7–0 | Mohamed Ibrahim El-Sayed (EGY) · 1–1 |                               | 5.       |
| Alekszandr Csehirkin | 77 kg       | Alfonso Leyva (MEX) · 7–0      | Carapat Chayan (ARM) · 1–2  | kiesett                      | kiesett                        | kiesett                              | kiesett                       |          |
| Musza Jevlojev       | 97 kg       | Giorgi Melia (GEO) · 3–1       | Szőke Alex (HUN) · 6–2      | Tadeusz Michalik (POL) · 7–1 |                                |                                      | Artur Alekszanján (ARM) · 5–1 |          |
| Szergej Szemjonov    | 130 kg      | Abdellatif Mohamed (EGY) · 3–1 | Jakob Kadzsaja (GEO) · 1–3  |                              | Elias Kuosmanen (FIN) · 11–0   | Yasmani Acosta (CHI) · 1–1           |                               |          |

Szabadfogású
| Versenyző             | Versenyszám | Nyolcaddöntő                | Negyeddöntő                       | Elődöntő                       | Vigaszág          | Bronz- mérkőzés                | Döntő                                   | Helyezés |
| Versenyző             | Versenyszám | Ellenfél Eredmény           | Ellenfél Eredmény                 | Ellenfél Eredmény              | Ellenfél Eredmény | Ellenfél Eredmény              | Ellenfél Eredmény                       | Helyezés |
| --------------------- | ----------- | --------------------------- | --------------------------------- | ------------------------------ | ----------------- | ------------------------------ | --------------------------------------- | -------- |
| Zaur Ugujev           | 57 kg       | Thomas Gilman (USA) · 5–4   | Gulomjon Abdullaev (UZB) · 6–6    | Reza Atri (IRI) · 8–3          |                   |                                | Ravi Kumar Ahiya (IND) · 7–4            |          |
| Gadzsimurad Rasidov   | 65 kg       | Vazgen Tevanyam (ARM) · 6–0 | Magomedmurad Gadzhiev (POL) · 6–2 | Otoguro Takuto (JPN) · 2–3     |                   | Iszmail Muszukajev (HUN) · 5–0 |                                         |          |
| Zaurbek Szidakov      | 74 kg       | Augusto Midana (GBS) · 12–2 | Bekzod Abdurakhmonov (UZB) · 13–6 | Danijar Kajszanov (KAZ) · 11–5 |                   |                                | Mahamedhabib Kadzimahamedav (BLR) · 7–0 |          |
| Artur Najfonov        | 86 kg       | Boris Makojev (SVK) · 6–0   | Osman Göçen (TUR) · 12–1          | Hassan Yazdani (IRI) · 1–7     |                   | Javrail Shapiev (UZB) · 2–0    |                                         |          |
| Abdulrasid Szadulajev | 97 kg       | Sharif Sharifov (AZE) · 7–0 | Elizbar Odikadze (GEO) · 10–0     | Teineris Salas (CUB) · 4–0     |                   |                                | Kyle Snyder (USA) ·                     |          |
| Szergej Kozirev       | 125 kg      | Teng Cse-vej (CHN) · 1–4    | kiesett                           | kiesett                        | kiesett           | kiesett                        | kiesett                                 |          |

Női
Szabadfogású
| Versenyző         | Versenyszám | Nyolcaddöntő                   | Negyeddöntő                           | Elődöntő          | Vigaszág                    | Bronz- mérkőzés              | Döntő             | Helyezés |
| Versenyző         | Versenyszám | Ellenfél Eredmény              | Ellenfél Eredmény                     | Ellenfél Eredmény | Ellenfél Eredmény           | Ellenfél Eredmény            | Ellenfél Eredmény | Helyezés |
| ----------------- | ----------- | ------------------------------ | ------------------------------------- | ----------------- | --------------------------- | ---------------------------- | ----------------- | -------- |
| Sztalvira Orsus   | 50 kg       | Mariya Stadnik (AZE) · 7–11    | kiesett                               | kiesett           | kiesett                     | kiesett                      | kiesett           |          |
| Olga Horosavceva  | 53 kg       | Jacarra Winchester (USA) · 4–7 | kiesett                               | kiesett           | kiesett                     | kiesett                      | kiesett           |          |
| Valerija Koblova  | 57 kg       | Alma Valencia (MEX) · 5–2      | Irina Kuracskina (BLR) · 3–6          |                   | Anshu Malik (IND) · 5–1     | Evelina Nikolova (BUL) · 0–5 |                   | 5.       |
| Ljubov Ovcsarova  | 62 kg       | Jukako Kavai (JPN) · 0–10      |                                       |                   | Henna Johansson (SWE) · 8–7 | Tajbe Juszein (BUL) · 0–10   |                   | 5.       |
| Hanum Velijeva    | 68 kg       | Danielle Lappage (CAN) · 7–0   | Soronzonboldyn Battsetseg (MGL) · 5–8 | kiesett           | kiesett                     | kiesett                      | kiesett           |          |
| Natalja Vorobjova | 76 kg       | Samar Amer (EGY) · 16–12       | Aiperi Medet Kyzy (KGZ) · 0–12        | kiesett           | kiesett                     | kiesett                      | kiesett           |          |

## Cselgáncs
Férfi
| Versenyző          | Versenyszám  | Selejtező         | 32-es főtábla                    | Nyolcaddöntő                         | Negyeddöntő                           | Elődöntő                       | Vigaszág elődöntő               | Bronz- mérkőzés                   | Döntő             | Helyezés |
| Versenyző          | Versenyszám  | Ellenfél Eredmény | Ellenfél Eredmény                | Ellenfél Eredmény                    | Ellenfél Eredmény                     | Ellenfél Eredmény              | Ellenfél Eredmény               | Ellenfél Eredmény                 | Ellenfél Eredmény | Helyezés |
| ------------------ | ------------ | ----------------- | -------------------------------- | ------------------------------------ | ------------------------------------- | ------------------------------ | ------------------------------- | --------------------------------- | ----------------- | -------- |
| Robert Msvidobadze | Légsúly      |                   | erőnyerő                         | Tornike Tsjakadoea (NED) · 00–01     | kiesett                               | kiesett                        | kiesett                         | kiesett                           | kiesett           |          |
| Jakub Samilov      | Harmatsúly   |                   | Sebastian Seidl (GER) · 10–00    | Vazha Margvelashvili (GEO) · 00–01   | kiesett                               | kiesett                        | kiesett                         | kiesett                           | kiesett           |          |
| Musza Moguskov     | Könnyűsúly   | erőnyerő          | Rustam Orujov (AZE) · 00–01      | kiesett                              | kiesett                               | kiesett                        | kiesett                         | kiesett                           | kiesett           |          |
| Alan Hubecov       | Váltósúly    | erőnyerő          | Vladimir Zoloev (KGZ) · 10–00    | Antoine Valois-Fortier (CAN) · 01–00 | Matthias Casse (BEL) · 00–01          |                                | Dominic Ressel (GER) · 00–10    | kiesett                           |                   |          |
| Mihail Igolnyikov  | Középsúly    | erőnyerő          | Celtus Dossou Yovo (BEN) · 10–00 | Mammadali Mehdiyev (AZE) · 01–00     | Nikoloz Sherazadishvili (ESP) · 10–00 | Lasha Bekauri (GEO) · 00–01    |                                 | Tóth Krisztián (HUN) · 00–01      |                   | 5.       |
| Nyijaz Iljaszov    | Félnehézsúly |                   | erőnyerő                         | Cirjenics Miklós (HUN) · 10–00       | Jorge Fonseca (POR) · 00–01           |                                | Karl-Richard Frey (GER) · 01–00 | Varlam Liparteliani (GEO) · 01–00 |                   |          |
| Tamerlan Basajev   | Nehézsúly    |                   | erőnyerő                         | Mbagnick Ndiaye (SEN) · 10–00        | Teddy Riner (FRA) · 01–00             | Guram Tushisvili (GEO) · 01–11 |                                 | Jakiv Hammo (UKR) · 10–00         |                   |          |

Női
| Versenyző             | Versenyszám  | 32-es főtábla                    | Nyolcaddöntő                | Negyeddöntő                     | Elődöntő                   | Vigaszág elődöntő          | Bronz- mérkőzés             | Döntő             | Helyezés |
| Versenyző             | Versenyszám  | Ellenfél Eredmény                | Ellenfél Eredmény           | Ellenfél Eredmény               | Ellenfél Eredmény          | Ellenfél Eredmény          | Ellenfél Eredmény           | Ellenfél Eredmény | Helyezés |
| --------------------- | ------------ | -------------------------------- | --------------------------- | ------------------------------- | -------------------------- | -------------------------- | --------------------------- | ----------------- | -------- |
| Irina Dolgova         | Légsúly      | Soniya Bhatta (NEP) · 10–00      | Lin Chen-hao (TPE) · 00–01  | kiesett                         | kiesett                    | kiesett                    | kiesett                     | kiesett           |          |
| Natalja Kuzjutyina    | Harmatsúly   | Kristine Jiménez (PAN) · 10–00   | Park Da-sol (KOR) · 00–01   | kiesett                         | kiesett                    | kiesett                    | kiesett                     | kiesett           |          |
| Darja Mezseckaja      | Könnyűsúly   | Lu Tongjuan (CHN) · 01–10        | kiesett                     | kiesett                         | kiesett                    | kiesett                    | kiesett                     | kiesett           |          |
| Darja Davidova        | Váltósúly    | Anriquelis Barrios (VEN) · 00–10 | kiesett                     | kiesett                         | kiesett                    | kiesett                    | kiesett                     | kiesett           |          |
| Magyina Tajmazova     | Középsúly    | María Bernabéu (ESP) · 01–00     | Maria Portela (BRA) · 01–00 | Eliszávet Telcídu (GRE) · 10–00 | Arai Csizuru (JPN) · 00–10 |                            | Barbara Matić (CRO) · 01–00 |                   |          |
| Alekszandra Babinceva | Félnehézsúly | Marie Branser (COD) · 10–01      | Loriana Kuka (KOS) · 01–00  | Hamada Sori (JPN) · 00–11       |                            | Mayra Aguiar (BRA) · 00–10 | kiesett                     |                   |          |

Vegyescsapat
| Versenyzők                                                                                                 | Versenyszám | Nyolcaddöntő      | Negyeddöntő          | Elődöntő          | Vigaszág elődöntő | Bronz- mérkőzés    | Döntő             | Helyezés |
| Versenyzők                                                                                                 | Versenyszám | Ellenfél Eredmény | Ellenfél Eredmény    | Ellenfél Eredmény | Ellenfél Eredmény | Ellenfél Eredmény  | Ellenfél Eredmény | Helyezés |
| --- | ----------- | ----------------- | -------------------- | ----------------- | ----------------- | ------------------ | ----------------- | -------- |
| Alekszandra Babinceva Tamerlan Basajev Mihail Igolnyikov Darja Mezseckaja Musza Moguskov Magyina Tajmazova | Csapat      | erőnyerő          | Mongólia (MGL) · 4–2 | Japán (JPN) · 0–4 |                   | Izrael (ISR) · 1–4 |                   | 5.       |

## Evezés
Férfi
| Versenyző                        | Versenyszám  | Előfutam | Előfutam | Vigaszág | Vigaszág | Negyeddöntő | Negyeddöntő | Elődöntő | Elődöntő | Elődöntő | Döntő | Döntő   | Döntő | Helyezés |
| Versenyző                        | Versenyszám  | Idő      | Hely.    | Idő      | Hely.    | Idő         | Hely.       | Típus    | Idő      | Hely.    | Típus | Idő     | Hely. | Helyezés |
| -------------------------------- | ------------ | -------- | -------- | -------- | -------- | ----------- | ----------- | -------- | -------- | -------- | ----- | ------- | ----- | -------- |
| Alekszandr Vjazovkin             | Egypárevezős | 7:14,95  | 2.       | erőnyerő | erőnyerő | 7:20,04     | 3.          | A/B      | 6:44,56  | 3.       | A     | 6:49,09 | 5.    | 5.       |
| Ilja Kondratyjev Andrej Potapkin | Kétpárevezős | 6:16,09  | 2.       | erőnyerő | erőnyerő |             |             | A/B      | 6:26,58  | 4.       | B     | 6:13,73 | 1.    | 7.       |

Női
| Versenyző                                      | Versenyszám              | Előfutam | Előfutam | Vigaszág | Vigaszág | Negyeddöntő | Negyeddöntő | Elődöntő | Elődöntő | Elődöntő | Döntő | Döntő   | Döntő | Helyezés |
| Versenyző                                      | Versenyszám              | Idő      | Hely.    | Idő      | Hely.    | Idő         | Hely.       | Típus    | Idő      | Hely.    | Típus | Idő     | Hely. | Helyezés |
| ---------------------------------------------- | ------------------------ | -------- | -------- | -------- | -------- | ----------- | ----------- | -------- | -------- | -------- | ----- | ------- | ----- | -------- |
| Anna Prakatyeny                                | Egypárevezős             | 7:48,74  | 1.       | erőnyerő | erőnyerő | 7:49,64     | 1.          | A/B      | 7:23,61  | 1.       | A     | 7:17,39 | 2.    |          |
| Jekatyerina Pityirimova Jekatyerina Kurocskina | Kétpárevezős             | 7:03,96  | 4.       | 7:13,77  | 1.       |             |             | A/B      | 7:24,37  | 6.       | B     | 7:01,83 | 6.    | 12.      |
| Anasztaszija Lebegyeva Marija Botalova         | Könnyűsúlyú kétpárevezős | 7:07,67  | 3.       | 7:22,72  | 2.       |             |             | A/B      | 6:45,23  | 4.       | B     | 6:51,65 | 3.    | 9.       |
| Vaszilisza Sztyepanova Jelena Orjabinszkaja    | Kormányos nélküli kettes | 7:23,39  | 2.       | erőnyerő | erőnyerő |             |             | A/B      | 6:50,24  | 2.       | A     | 6:51,45 | 2.    |          |

## Íjászat
Férfi
| Versenyző          | Versenyszám | Selejtező | Selejtező | 64-es főtábla             | 32-es főtábla     | Nyolcaddöntő      | Negyeddöntő       | Elődöntő          | Döntő             | Helyezés |
| Versenyző          | Versenyszám | Pont      | Kiemelt   | Ellenfél Eredmény         | Ellenfél Eredmény | Ellenfél Eredmény | Ellenfél Eredmény | Ellenfél Eredmény | Ellenfél Eredmény | Helyezés |
| ------------------ | ----------- | --------- | --------- | ------------------------- | ----------------- | ----------------- | ----------------- | ----------------- | ----------------- | -------- |
| Galzan Bazarzsapov | Egyéni      | 653       | 34.       | Pravin Jadhav (IND) · 0–6 | kiesett           | kiesett           | kiesett           | kiesett           | kiesett           | 33.      |

Női
| Versenyző                                            | Versenyszám | Selejtező | Selejtező | 64-es főtábla                   | 32-es főtábla                | Nyolcaddöntő                                                                              | Negyeddöntő                                                                                 | Elődöntő                                                                   | Döntő                                                         | Helyezés |
| Versenyző                                            | Versenyszám | Pont      | Kiemelt   | Ellenfél Eredmény               | Ellenfél Eredmény            | Ellenfél Eredmény                                                                         | Ellenfél Eredmény                                                                           | Ellenfél Eredmény                                                          | Ellenfél Eredmény                                             | Helyezés |
| ---------------------------------------------------- | ----------- | --------- | --------- | ------------------------------- | ---------------------------- | ----------------------------------------------------------------------------------------- | ------------------------------------------------------------------------------------------- | -------------------------------------------------------------------------- | ------------------------------------------------------------- | -------- |
| Szvetlana Gombojeva                                  | Egyéni      | 630       | 45.       | Gabriela Schloesser (NED) · 5–6 | kiesett                      | kiesett                                                                                   | kiesett                                                                                     | kiesett                                                                    | kiesett                                                       |          |
| Jelena Oszipova                                      | Egyéni      | 661       | 22.       | Syaqiera Mashayikh (MAS) · 6–4  | Michelle Kroppen (GER) · 6–4 | Bryony Pitman (GBR) · 6–0                                                                 | Kang Cshejong (KOR) · 7–1                                                                   | Lucilla Boari (ITA) · 6–0                                                  | An szan (KOR) · 5–6                                           |          |
| Kszenyija Perova                                     | Egyéni      | 664       | 8.        | Alice Ingley (AUS) · 7–1        | Maja Jager (DEN) · 7–3       | Deepika Kumari (IND) · 5–6                                                                | kiesett                                                                                     | kiesett                                                                    | kiesett                                                       |          |
| Szvetlana Gombojeva Jelena Oszipova Kszenyija Perova | Csapat      | 1945      | 6.        |                                 |                              | Ukrajna (UKR) · Veronyika Marcsenko · Anasztaszija Pavlova · Ligyija Szicsennyikova · 6–2 | Egyesült Államok (USA) · Mackenzie Brown · Casey Kaufhold · Jennifer Mucino-Fernandez · 6–0 | Németország (GER) · Michelle Kroppen · Charline Schwarz · Lisa Unruh · 5–1 | Dél-Korea (KOR) · An Szan · Csang Minhi · Kang Cshejong · 0–6 |          |

Vegyes
| Versenyző                           | Versenyszám | Selejtező | Selejtező | 64-es főtábla     | 32-es főtábla     | Nyolcaddöntő                                          | Negyeddöntő       | Elődöntő          | Döntő             | Helyezés |
| Versenyző                           | Versenyszám | Pont      | Kiemelt   | Ellenfél Eredmény | Ellenfél Eredmény | Ellenfél Eredmény                                     | Ellenfél Eredmény | Ellenfél Eredmény | Ellenfél Eredmény | Helyezés |
| ----------------------------------- | ----------- | --------- | --------- | ----------------- | ----------------- | ----------------------------------------------------- | ----------------- | ----------------- | ----------------- | -------- |
| Galzan Bazarzsapov Kszenyija Perova | Csapat      | 1317      | 10.       |                   |                   | Törökország (TUR) · Mete Gazoz · Yasemin Anagöz · 2–6 | kiesett           | kiesett           | kiesett           |          |

## Kajak-kenu

### Gyorsasági
Férfi
| Versenyző                                                                | Versenyszám         | Előfutam | Előfutam | Negyeddöntő | Negyeddöntő | Elődöntő | Elődöntő | Döntő   | Döntő    | Döntő    | Helyezés |
| Versenyző                                                                | Versenyszám         | Idő      | Hely.    | Idő         | Hely.       | Idő      | Hely.    | Típus   | Idő      | Helyezés | Helyezés |
| ------------------------------------------------------------------------ | ------------------- | -------- | -------- | ----------- | ----------- | -------- | -------- | ------- | -------- | -------- | -------- |
| Jevgenyij Lukancov                                                       | Kajak egyes 200 m   | 35,157   | 3.       | 35,184      | 2.          | 36,036   | 5.       | B       | 36,369   | 4.       | 12.      |
| Oleg Guszev                                                              | Kajak egyes 200 m   | 35,928   | 3.       | 35,581      | 3.          | kiesett  | kiesett  | kiesett | kiesett  | kiesett  |          |
| Artyom Kuzahmetov Alekszandr Szergejev Roman Anoskin Makszim Szpeszivcev | Kajak négyes 500 m  | 1:30,763 | 4.       | 1:25,564    | 6.          | 1:24,340 | 4.       | A       | 1:23,654 | 4.       | 4.       |
| Roman Anoskin                                                            | Kajak egyes 1000 m  | 3:50,580 | 6.       | 3:45,712    | 3.          | kiesett  | kiesett  | kiesett | kiesett  | kiesett  |          |
| Makszim Szpeszivcev                                                      | Kajak egyes 1000 m  | 3:42,888 | 4.       | 3:44,136    | 1.          | 3:27,909 | 7.       | B       | 3:27,909 | 5.       | 13.      |
| Roman Anoskin Makszim Szpeszivcev                                        | Kajak kettes 1000 m | 3:20,610 | 3.       | 3:14,045    | 4.          |          |          | B       | 3:19,680 | 1.       | 8.       |
| Vlagyiszlav Csebotar                                                     | Kenu egyes 1000 m   | 4:28,951 | 3.       | 4:18,517    | 4.          | kiesett  | kiesett  | kiesett | kiesett  | kiesett  |          |
| Viktor Melantyjev                                                        | Kenu egyes 1000 m   | 4:14,004 | 5.       | 4:11,095    | 3.          | kiesett  | kiesett  | kiesett | kiesett  | kiesett  |          |
| Vlagyiszlav Csebotar Viktor Melantyjev                                   | Kenu kettes 1000 m  | 4:00,218 | 4.       | 4:09,956    | 5.          |          |          | B       | 3:30,406 | 1.       | 9.       |

Női
| Versenyző                                                                            | Versenyszám        | Előfutam | Előfutam | Negyeddöntő | Negyeddöntő | Elődöntő | Elődöntő | Döntő   | Döntő    | Döntő    | Helyezés |
| Versenyző                                                                            | Versenyszám        | Idő      | Hely.    | Idő         | Hely.       | Idő      | Hely.    | Típus   | Idő      | Helyezés | Helyezés |
| ------------------------------------------------------------------------------------ | ------------------ | -------- | -------- | ----------- | ----------- | -------- | -------- | ------- | -------- | -------- | -------- |
| Natalja Podolszkaja                                                                  | Kajak egyes 200 m  | 42,845   | 4.       | 43,212      | 5.          | kiesett  | kiesett  | kiesett | kiesett  | kiesett  |          |
| Szvetlana Csernyigovszkaja                                                           | Kajak egyes 200 m  | 41,540   | 2.       | erőnyerő    | erőnyerő    | 40,433   | 7.       | B       | 39,977   | 3.       | 11.      |
| Szvetlana Csernyigovszkaja                                                           | Kajak egyes 500 m  | 1:52,311 | 5.       | 1:49,323    | 1.          | 1:56,066 | 8.       | kiesett | kiesett  | kiesett  |          |
| Kira Sztyepanova                                                                     | Kajak egyes 500 m  | 1:55,180 | 4.       | 1:52,190    | 4.          | kiesett  | kiesett  | kiesett | kiesett  | kiesett  |          |
| Varvara Varanova Kira Sztyepanova                                                    | Kajak kettes 500 m | 1:47,874 | 2.       | erőnyerő    | erőnyerő    | 1:42,069 | 7.       | B       | 1:44,054 | 7.       | 15       |
| Natalja Podolszkaja Anasztaszija Dolgova Kira Sztyepanova Szvetlana Csernyigovszkaja | Kajak négyes 500 m | 1:39,166 | 6.       | 1:38,372    | 7.          |          |          | B       | 1:40,951 | 2.       | 10.      |
| Irina Andrejeva                                                                      | Kenu egyes 200 m   | 48,192   | 5.       | 46,637      | 2.          | 49,147   | 7.       | B       | 48,930   | 7.       | 15.      |
| Oleszja Romaszenko                                                                   | Kenu egyes 200 m   | 46,126   | 2.       | erőnyerő    | erőnyerő    | 47,368   | 2.       | A       | 47,777   | 7.       | 7.       |
| Irina Andrejeva Oleszja Romaszenko                                                   | Kenu kettes 500 m  | 2:05,604 | 5.       | 2:04,703    | 3.          | 2:04,968 | 4.       | A       | 2:04,875 | 8.       | 8.       |

### Szlalom
Férfi
| Versenyző   | Versenyszám       | Selejtező | Selejtező | Selejtező  | Selejtező  | Selejtező     | Selejtező     | Elődöntő | Elődöntő | Döntő   | Döntő    |
| Versenyző   | Versenyszám       | 1. futam  | 1. futam  | 2. futam   | 2. futam   | Jobb eredmény | Jobb eredmény | Elődöntő | Elődöntő | Döntő   | Döntő    |
| Versenyző   | Versenyszám       | Pont      | Hely.     | Pont       | Hely.      | Pont          | Hely.         | Pont     | Hely.    | Pont    | Helyezés |
| ----------- | ----------------- | --------- | --------- | ---------- | ---------- | ------------- | ------------- | -------- | -------- | ------- | -------- |
| Pavel Ejgel | Férfi kenu egyes  | 119,60    | 15.       | nem indult | nem indult | 119,60        | 18.           | kiesett  | kiesett  | kiesett | kiesett  |
| Pavel Ejgel | Férfi kajak egyes | 96,53     | 12.       | 92,82      | 9.         | 92,82         | 9.            | 151,41   | 20.      | kiesett | kiesett  |

Női
| Versenyző      | Versenyszám     | Selejtező | Selejtező | Selejtező | Selejtező | Selejtező     | Selejtező     | Elődöntő | Elődöntő | Döntő   | Döntő    |
| Versenyző      | Versenyszám     | 1. futam  | 1. futam  | 2. futam  | 2. futam  | Jobb eredmény | Jobb eredmény | Elődöntő | Elődöntő | Döntő   | Döntő    |
| Versenyző      | Versenyszám     | Pont      | Hely.     | Pont      | Hely.     | Pont          | Hely.         | Pont     | Hely.    | Pont    | Helyezés |
| -------------- | --------------- | --------- | --------- | --------- | --------- | ------------- | ------------- | -------- | -------- | ------- | -------- |
| Alszu Minazova | Női kenu egyes  | 176,02    | 22.       | 118,45    | 12.       | 118,45        | 14.           | 135,80   | 14.      | kiesett | kiesett  |
| Alszu Minazova | Női kajak egyes | 120,60    | 18.       | 115,39    | 18.       | 115,39        | 20.           | 120,66   | 17.      | kiesett | kiesett  |

## Karate
Női
| Versenyző       | Versenyszám | Nyolcaddöntő      | Negyeddöntő       | Elődöntő          | Vigaszág elődöntő | Bronz- mérkőzés   | Döntő             | Helyezés |
| Versenyző       | Versenyszám | Ellenfél Eredmény | Ellenfél Eredmény | Ellenfél Eredmény | Ellenfél Eredmény | Ellenfél Eredmény | Ellenfél Eredmény | Helyezés |
| --------------- | ----------- | ----------------- | ----------------- | ----------------- | ----------------- | ----------------- | ----------------- | -------- |
| Anna Cserniseva | 55 kg       | nem indult        | kiesett           | kiesett           | kiesett           | kiesett           | kiesett           | kiesett  |

## Kerékpározás

### Országúti kerékpározás
Férfi
| Versenyző          | Versenyszám   | Idő           | Helyezés      |
| ------------------ | ------------- | ------------- | ------------- |
| Pavel Szivakov     | Mezőnyverseny | 6:15:38       | 32.           |
| Ilnur Zakarin      | Mezőnyverseny | nem ért célba | nem ért célba |
| Alekszandr Vlaszov | Mezőnyverseny | 6:16:53       | 59.           |
| Alekszandr Vlaszov | Időfutam      | 58:55,40      | 20.           |

Női
| Versenyző      | Versenyszám   | Idő     | Helyezés |
| -------------- | ------------- | ------- | -------- |
| Tamara Dronova | Mezőnyverseny | 4:01:08 | 39.      |

### Pálya kerékpározás
Sprint
| Versenyző            | Versenyszám         | Selejtező | Selejtező | 1. kör                         | Reményfutam 1                               | 2. kör                    | Reményfutam 2            | Nyolcaddöntő            | Reményfutam 3                                   | Negyeddöntő              | Elődöntő                   | Bronz- mérkőzés       | Döntő        | Hely |
| Versenyző            | Versenyszám         | Idő       | Hely      | Ellenfél Idő                   | Ellenfél Idő                                | Ellenfél Idő              | Ellenfél Idő             | Ellenfél Idő            | Ellenfél Idő                                    | Ellenfél Idő             | Ellenfél Idő               | Ellenfél Idő          | Ellenfél Idő | Hely |
| -------------------- | ------------------- | --------- | --------- | ------------------------------ | ------------------------------------------- | ------------------------- | ------------------------ | ----------------------- | ----------------------------------------------- | ------------------------ | -------------------------- | --------------------- | ------------ | ---- |
| Gyenyisz Dmitrijev   | Férfi egyéni sprint | 9,331     | 5.        | Rayan Helal (FRA) · GY         |                                             | Nick Wammes (CAN) · GY    |                          | Jason Kenny (GBR) · GY  |                                                 | Nicholas Paul (TTO) · GY | Jeffrey Hoogland (NED) · V | Jack Karlin (GBR) · V |              | 4.   |
| Pavel Jakusevszkij   | Férfi egyéni sprint | 9,723     | 25.       | kiesett                        | kiesett                                     | kiesett                   | kiesett                  | kiesett                 | kiesett                                         | kiesett                  | kiesett                    | kiesett               | kiesett      | 25.  |
| Darja Smeleva        | Női egyéni sprint   | 10,667    | 12.       | Anasztaszija Vojnova (ROC) · V | Madalyn Godby (USA) · Lee Hye-jin (KOR) · V | kiesett                   | kiesett                  | kiesett                 | kiesett                                         | kiesett                  | kiesett                    | kiesett               | kiesett      |      |
| Anasztaszija Vojnova | Női egyéni sprint   | 10,669    | 13.       | Darja Smeleva (ROC) · GY       |                                             | Lauriane Genest (CAN) · L | Kobajasi Juka (JPN) · GY | Lea Friedrich (GER) · V | Mathilde Gros (FRA) · Lauriane Genest (CAN) · V | kiesett                  | kiesett                    | kiesett               | kiesett      |      |

Csapatsprint
| Versenyző                                           | Versenyszám        | Selejtező | Selejtező | Elődöntő                  | Elődöntő | Döntő | Döntő                       | Hely |
| Versenyző                                           | Versenyszám        | Idő       | Hely      | Ellenfél Idő              | Hely     | Típus | Ellenfél Idő                | Hely |
| --------------------------------------------------- | ------------------ | --------- | --------- | ------------------------- | -------- | ----- | --------------------------- | ---- |
| Gyenyisz Dmitrijev Ivan Gladisev Pavel Jakusevszkij | Férfi csapatsprint | 43,097    | 6.        | Ausztrália (AUS) · 42,915 | 6.       | C     | Németország (GER) · kizárva | 6.   |
| Darja Smeleva Anasztaszija Vojnova                  | Női csapatsprint   | 32,476    | 4.        | Mexikó (MEX) · 32,249     | 3.       | B     | Hollandia (NED) · 32,252    |      |

Keirin
| Versenyző            | Versenyszám  | 1. kör | Reményfutam | Negyeddöntő | Elődöntő | Döntő   | Döntő   | Hely |
| Versenyző            | Versenyszám  | Hely   | Hely        | Hely        | Hely     | Típus   | Hely    | Hely |
| -------------------- | ------------ | ------ | ----------- | ----------- | -------- | ------- | ------- | ---- |
| Gyenyisz Dmitrijev   | Férfi keirin | 2.     |             | 6.          | kiesett  | kiesett | kiesett |      |
| Ivan Gladisev        | Férfi keirin | 6.     | 4.          | kiesett     | kiesett  | kiesett | kiesett |      |
| Darja Smeleva        | Női keirin   | 2.     |             | 3.          | 4.       | B       | 4       | 10.  |
| Anasztaszija Vojnova | Női keirin   | 3.     | 3.          | kiesett     | kiesett  | kiesett | kiesett |      |

Omnium
| Versenyző            | Versenyszám | Scratch | Scratch | Tempo verseny | Tempo verseny | Kieséses verseny | Kieséses verseny | Pontverseny | Össz. pont | Hely |
| Versenyző            | Versenyszám | Hely    | Pont    | Hely          | Pont          | Hely             | Pont             | Pont        | Össz. pont | Hely |
| -------------------- | ----------- | ------- | ------- | ------------- | ------------- | ---------------- | ---------------- | ----------- | ---------- | ---- |
| Marija Novolodszkaja | Női omnium  | 12.     | 18      | 16.           | 10            | 12.              | 18               | 4           | 50         | 15.  |

Madison
| Versenyző                             | versenyszám | Pont | Hely |
| ------------------------------------- | ----------- | ---- | ---- |
| Gulnaz Hatunceva Marija Novolodszkaja | Női madison | 26   |      |

### Hegyi-kerékpározás
| Versenyző            | Versenyszám        | Idő        | Helyezés |
| -------------------- | ------------------ | ---------- | -------- |
| Anton Szincov        | Férfi terepverseny | 1:27:41    | 11.      |
| Viktorija Kirszanova | Női terepverseny   | körhátrány | 30.      |

### BMX
| Versenyző            | Versenyszám | Negyeddöntő | Negyeddöntő | Elődöntő | Elődöntő | Döntő   | Döntő   |
| Versenyző            | Versenyszám | Pont        | Hely        | Pont     | Hely     | Pont    | Hely    |
| -------------------- | ----------- | ----------- | ----------- | -------- | -------- | ------- | ------- |
| Jevgenyij Klescsenko | Férfi       | 17          | 6.          | kiesett  | kiesett  | kiesett | kiesett |
| Natalja Afremova     | Női         | 12          | 4.          | 15       | 5.       | kiesett | kiesett |
| Natalja Szuvorova    | Női         | 14          | 5.          | kiesett  | kiesett  | kiesett | kiesett |

| Versenyző              | Versenyszám           | Rangsoroló | Rangsoroló | Döntő | Döntő |
| Versenyző              | Versenyszám           | Pont       | Hely       | Pont  | Hely  |
| ---------------------- | --------------------- | ---------- | ---------- | ----- | ----- |
| Irek Rizajev           | Férfi szabadgyakorlat | 81,25      | 5.         | 82,40 | 6.    |
| Jelizaveta Poszadszkih | Női szabadgyakorlat   | 51,30      | 9.         | 63,00 | 9.    |

## Kézilabda

### Női
| Orosz női kézilabdacsapat-játékoskeret | Orosz női kézilabdacsapat-játékoskeret |
| --- | --- |
| - Anna Szedojkina - Polina Kuznyecova - Polina Gorskova - Darja Dmitrijeva - Anna Szeny - Anna Vjahireva - Polina Vegyohina - Vladlena Bobrovnyikova | - Kszenyija Makejeva - Jelena Mihajlicsenko - Olga Fomina - Jekatyerina Iljina - Julija Manaharova - Antonyina Szkorobogatcsenko - Viktorija Kalinyina |
| Szövetségi kapitány: Alekszej Alekszejev | |

#### Eredmények
Csoportkör
B csoport
| Hely. | Csapat                                       | M | Gy | D | V | G+  | G–  | Gk  | P | Továbbjutás |
| ----- | -------------------------------------------- | - | -- | - | - | --- | --- | --- | - | ----------- |
| 1.    | Svédország (SWE)                             | 5 | 3  | 1 | 1 | 152 | 133 | +19 | 7 | Negyeddöntő |
| 2.    | Az Orosz Olimpiai Bizottság versenyzői (ROC) | 5 | 3  | 1 | 1 | 148 | 149 | −1  | 7 | Negyeddöntő |
| 3.    | Franciaország (FRA)                          | 5 | 2  | 1 | 2 | 139 | 135 | +4  | 5 | Negyeddöntő |
| 4.    | Magyarország (HUN)                           | 5 | 2  | 0 | 3 | 142 | 149 | −7  | 4 | Negyeddöntő |
| 5.    | Spanyolország (ESP)                          | 5 | 2  | 0 | 3 | 135 | 142 | −7  | 4 |             |
| 6.    | Brazília (BRA)                               | 5 | 1  | 1 | 3 | 133 | 141 | −8  | 3 |             |

1. 1 2  Svédország 36–24 Orosz Olimpiai Bizottság versenyzői
2. 1 2  Magyarország 29–25 Spanyolország

| 2021. július 25. 11:00 (4:00) | Az Orosz Olimpiai Bizottság versenyzői (ROC) | 24–24       | Brazília (BRA) | Jojogi Nemzeti Sportcsarnok, Tokió Játékvezetők: Fonseca, Santos (POR) |
| 2021. július 25. 11:00 (4:00) | Iljina 6                                     | (14–12)     | De Paula 7     | Jojogi Nemzeti Sportcsarnok, Tokió Játékvezetők: Fonseca, Santos (POR) |
| 2021. július 25. 11:00 (4:00) | 3× 2×                                        | Jegyzőkönyv | 4× 1×          | Jojogi Nemzeti Sportcsarnok, Tokió Játékvezetők: Fonseca, Santos (POR) |

| 2021. július 27. 14:15 (7:15) | Svédország (SWE) | 36–24       | Az Orosz Olimpiai Bizottság versenyzői (ROC) | Jojogi Nemzeti Sportcsarnok, Tokió Játékvezetők: El-Saied, El-Saied (EGY) |
| 2021. július 27. 14:15 (7:15) | Strömberg 8      | (15–9)      | Vegyohina 5                                  | Jojogi Nemzeti Sportcsarnok, Tokió Játékvezetők: El-Saied, El-Saied (EGY) |
| 2021. július 27. 14:15 (7:15) | 1×               | Jegyzőkönyv | 4× 1×                                        | Jojogi Nemzeti Sportcsarnok, Tokió Játékvezetők: El-Saied, El-Saied (EGY) |

| 2021. július 29. 19:30 (12:30) | Magyarország (HUN) | 31–38       | Az Orosz Olimpiai Bizottság versenyzői (ROC) | Jojogi Nemzeti Sportcsarnok, Tokió Játékvezetők: Brunner, Salah (SUI) |
| 2021. július 29. 19:30 (12:30) | Klujber 9          | (17–22)     | Dmitrijeva 7                                 | Jojogi Nemzeti Sportcsarnok, Tokió Játékvezetők: Brunner, Salah (SUI) |
| 2021. július 29. 19:30 (12:30) | 5× 1×              | Jegyzőkönyv | 5× 1×                                        | Jojogi Nemzeti Sportcsarnok, Tokió Játékvezetők: Brunner, Salah (SUI) |

| 2021. július 31. 14:15 (7:15) | Az Orosz Olimpiai Bizottság versenyzői (ROC) | 28–27       | Franciaország (FRA) | Jojogi Nemzeti Sportcsarnok, Tokió Játékvezetők: Hansen, Madsen (DEN) |
| 2021. július 31. 14:15 (7:15) | Iljina 9                                     | (15–17)     | Pineau 9            | Jojogi Nemzeti Sportcsarnok, Tokió Játékvezetők: Hansen, Madsen (DEN) |
| 2021. július 31. 14:15 (7:15) | 1× 2×                                        | Jegyzőkönyv | 2× 1×               | Jojogi Nemzeti Sportcsarnok, Tokió Játékvezetők: Hansen, Madsen (DEN) |

| 2021. augusztus 2. 14:15 (7:15) | Spanyolország (ESP) | 31–34       | Az Orosz Olimpiai Bizottság versenyzői (ROC) | Jojogi Nemzeti Sportcsarnok, Tokió Játékvezetők: Hansen, Madsen (DEN) |
| 2021. augusztus 2. 14:15 (7:15) | López 7             | (17–18)     | Vjahireva 7                                  | Jojogi Nemzeti Sportcsarnok, Tokió Játékvezetők: Hansen, Madsen (DEN) |
| 2021. augusztus 2. 14:15 (7:15) | 1× 1×               | Jegyzőkönyv | 2×                                           | Jojogi Nemzeti Sportcsarnok, Tokió Játékvezetők: Hansen, Madsen (DEN) |

Negyeddöntő
| 2021. augusztus 4. 9:30 (2:30) | Montenegró (MNE) | 26–32       | Az Orosz Olimpiai Bizottság versenyzői (ROC) | Jojogi Nemzeti Sportcsarnok, Tokió Játékvezetők: Kurtagic, Wetterwik (SWE) |
| 2021. augusztus 4. 9:30 (2:30) | Radičević 10     | (15–17)     | Vjahireva 8                                  | Jojogi Nemzeti Sportcsarnok, Tokió Játékvezetők: Kurtagic, Wetterwik (SWE) |
| 2021. augusztus 4. 9:30 (2:30) | 1× 1×            | Jegyzőkönyv | 7×                                           | Jojogi Nemzeti Sportcsarnok, Tokió Játékvezetők: Kurtagic, Wetterwik (SWE) |

Elődöntő
| 2021. augusztus 6. 21:00 (14:00) | Norvégia (NOR) | 26–27       | Az Orosz Olimpiai Bizottság versenyzői (ROC) | Jojogi Nemzeti Sportcsarnok, Tokió Játékvezetők: Bonaventura, Bonaventura (FRA) |
| 2021. augusztus 6. 21:00 (14:00) | Mørk 10        | (11–14)     | Vjahireva 9                                  | Jojogi Nemzeti Sportcsarnok, Tokió Játékvezetők: Bonaventura, Bonaventura (FRA) |
| 2021. augusztus 6. 21:00 (14:00) | 4× 1×          | Jegyzőkönyv | 3× 1×                                        | Jojogi Nemzeti Sportcsarnok, Tokió Játékvezetők: Bonaventura, Bonaventura (FRA) |

Döntő
| 2021. augusztus 8. 15:00 (8:00) | Az Orosz Olimpiai Bizottság versenyzői (ROC) | 25–30       | Franciaország (FRA) | Jojogi Nemzeti Sportcsarnok, Tokió Játékvezetők: Lah, Sok (SLO) |
| 2021. augusztus 8. 15:00 (8:00) | Vegyohina 7                                  | (13–15)     | Foppa, Pineau 7     | Jojogi Nemzeti Sportcsarnok, Tokió Játékvezetők: Lah, Sok (SLO) |
| 2021. augusztus 8. 15:00 (8:00) | 5× 1×                                        | Jegyzőkönyv | 5× 1×               | Jojogi Nemzeti Sportcsarnok, Tokió Játékvezetők: Lah, Sok (SLO) |

## Kosárlabda

### 3 × 3 kosárlabda
Férfi
| Versenyző                                                          | Versenyszám | Selejtező          | Selejtező               | Selejtező             | Selejtező                   | Selejtező           | Selejtező                | Selejtező             | Selejtező | Negyeddöntő             | Elődöntő              | Döntő                    | Döntő |
| Versenyző                                                          | Versenyszám | Ellenfél Eredmény  | Ellenfél Eredmény       | Ellenfél Eredmény     | Ellenfél Eredmény           | Ellenfél Eredmény   | Ellenfél Eredmény        | Ellenfél Eredmény     | Hely      | Ellenfél Eredmény       | Ellenfél Eredmény     | Ellenfél Eredmény        | Hely  |
| ------------------------------------------------------------------ | ----------- | ------------------ | ----------------------- | --------------------- | --------------------------- | ------------------- | ------------------------ | --------------------- | --------- | ----------------------- | --------------------- | ------------------------ | ----- |
| Ilja Karpenkov Kirill Piszklov Sztanyiszlav Sarov Alekszandr Zujev | Férfi 3 × 3 | Kína (CHN) · 21–13 | Hollandia (NED) · 15–18 | Belgium (BEL) · 16–19 | Lengyelország (POL) · 16–21 | Japán (JPN) · 19–16 | Lettország (LAT) · 19–15 | Szerbia (SRB) · 10–21 | 5.        | Hollandia (NED) · 21–19 | Szerbia (SRB) · 21–10 | Lettország (LAT) · 18–21 |       |

Női
| Versenyző                                                            | Versenyszám | Selejtező           | Selejtező         | Selejtező             | Selejtező                      | Selejtező             | Selejtező                   | Selejtező                | Selejtező | Negyeddöntő       | Elődöntő           | Döntő                          | Döntő |
| Versenyző                                                            | Versenyszám | Ellenfél Eredmény   | Ellenfél Eredmény | Ellenfél Eredmény     | Ellenfél Eredmény              | Ellenfél Eredmény     | Ellenfél Eredmény           | Ellenfél Eredmény        | Hely      | Ellenfél Eredmény | Ellenfél Eredmény  | Ellenfél Eredmény              | Hely  |
| -------------------------------------------------------------------- | ----------- | ------------------- | ----------------- | --------------------- | ------------------------------ | --------------------- | --------------------------- | ------------------------ | --------- | ----------------- | ------------------ | ------------------------------ | ----- |
| Jevgenyija Frolkina Olga Frolkina Julija Kozik Anasztaszija Logunova | Női 3 × 3   | Japán (JPN) · 21–18 | Kína (CHN) · 19–9 | Mongólia (MGL) · 21–5 | Egyesült Államok (USA) · 16–20 | Románia (ROM) · 21–12 | Franciaország (FRA) · 14–17 | Olaszország (ITA) · 17–9 | 2.        |                   | Kína (CHN) · 21–14 | Egyesült Államok (USA) · 15–18 |       |

## Lovaglás
Díjlovaglás
| Versenyző                                                      | Ló                            | Versenyszám | Grand Prix | Grand Prix | Grand Prix Special | Grand Prix Special | Grand Prix Freestyle | Grand Prix Freestyle | Végeredmény | Végeredmény |
| Versenyző                                                      | Ló                            | Versenyszám | Pont       | Hely       | Pont               | Hely               | Technikai            | Művészi              | Pont        | Hely        |
| -------------------------------------------------------------- | ----------------------------- | ----------- | ---------- | ---------- | ------------------ | ------------------ | -------------------- | -------------------- | ----------- | ----------- |
| Tatyjana Kosztyerina                                           | Diavolessa                    | Egyéni      | 63,866     | 54.        |                    |                    | kiesett              | kiesett              | kiesett     | kiesett     |
| Alekszandra Makszakova                                         | Bojengels                     | Egyéni      | 63,898     | 53.        | kiesett            | kiesett            | kiesett              | kiesett              |             |             |
| Inyessza Merkulova                                             | Mister X                      | Egyéni      | 69,457     | 31.        | kiesett            | kiesett            | kiesett              | kiesett              |             |             |
| Tatyjana Kosztyerina Alekszandra Makszakova Inyessza Merkulova | Diavolessa Bojengels Mister X | Csapat      | 6350,5     | 12.        | kiesett            | kiesett            |                      |                      | kiesett     | kiesett     |

Lovastusa
| Versenyző         | Ló            | Versenyszám | Díjlovaglás | Díjlovaglás | Lovastusa | Lovastusa | Lovastusa | Díjugratás | Díjugratás | Díjugratás | Díjugratás | Díjugratás | Díjugratás | Végeredmény | Végeredmény |
| Versenyző         | Ló            | Versenyszám | Díjlovaglás | Díjlovaglás | Lovastusa | Lovastusa | Lovastusa | Selejtező  | Selejtező  | Selejtező  | Döntő      | Döntő      | Döntő      | Végeredmény | Végeredmény |
| Versenyző         | Ló            | Versenyszám | Büntetés    | Hely        | Büntetés  | Össz.     | Hely      | Büntetés   | Össz.      | Hely       | Büntetés   | Össz.      | Hely       | Büntetés    | Hely        |
| ----------------- | ------------- | ----------- | ----------- | ----------- | --------- | --------- | --------- | ---------- | ---------- | ---------- | ---------- | ---------- | ---------- | ----------- | ----------- |
| Andrej Mityin     | Gurza         | Egyéni      | 36,10       | 44.         | 30,00     | 66,10     | 37.       | 26,0       | 92,10      | 38.        | kiesett    | kiesett    | kiesett    | 92,10       | 38.         |
| Mihail Nasztyenko | MP Imagine If | Egyéni      | 43,00       | 59.         | 76,40     | 119,40    | 50.       | 14,4       | 133,80     | 43.        | kiesett    | kiesett    | kiesett    | 133,80      | 43.         |

## Műugrás
Férfi
| Versenyző                           | Versenyszám          | Selejtező | Selejtező | Elődöntő | Elődöntő | Döntő   | Döntő    |
| Versenyző                           | Versenyszám          | Pont      | Helyezés  | Pont     | Helyezés | Pont    | Helyezés |
| ----------------------------------- | -------------------- | --------- | --------- | -------- | -------- | ------- | -------- |
| Jevgenyij Kuznyecov                 | Egyéni műugrás       | 444,75    | 7.        | 453,85   | 5.       | 461,90  | 5.       |
| Nyikita Slejher                     | Egyéni műugrás       | 339,70    | 24.       | kiesett  | kiesett  | kiesett | kiesett  |
| Olekszandr Bondar                   | Egyéni toronyugrás   | 513,85    | 3.        | 464,10   | 3.       | 514,50  | 4.       |
| Viktor Minyibajev                   | Egyéni toronyugrás   | 391,95    | 14.       | 447,50   | 5.       | 495,85  | 5.       |
| Jevgenyij Kuznyecov Nyikita Slejher | Szinkron műugrás     |           |           |          |          | 331,08  | 8.       |
| Olekszandr Bondar Viktor Minyibajev | Szinkron toronyugrás |           |           |          |          | 439,92  |          |

Női
| Versenyző           | Versenyszám        | Selejtező | Selejtező | Elődöntő | Elődöntő | Döntő   | Döntő    |
| Versenyző           | Versenyszám        | Pont      | Helyezés  | Pont     | Helyezés | Pont    | Helyezés |
| ------------------- | ------------------ | --------- | --------- | -------- | -------- | ------- | -------- |
| Marija Poljakova    | Egyéni műugrás     | 288,55    | 13.       | 290,10   | 11.      | 284,05  | 10.      |
| Anna Konanyhina     | Egyéni toronyugrás | 252,85    | 25.       | kiesett  | kiesett  | kiesett | kiesett  |
| Julija Tyimosinyina | Egyéni toronyugrás | 313,20    | 8.        | 319,80   | 6.       | 263,00  | 11.      |

## Ökölvívás
Férfi
| Versenyző               | Versenyszám     | Selejtező                  | Nyolcaddöntő                     | Negyeddöntő                         | Elődöntő                       | Döntő                           | Helyezés |
| Versenyző               | Versenyszám     | Ellenfél Eredmény          | Ellenfél Eredmény                | Ellenfél Eredmény                   | Ellenfél Eredmény              | Ellenfél Eredmény               | Helyezés |
| ----------------------- | --------------- | -------------------------- | -------------------------------- | ----------------------------------- | ------------------------------ | ------------------------------- | -------- |
| Albert Batirgazijev     | Pehelysúly      |                            | Alexy de la Cruz (DOM) · 5–0     | Erdenebatyn Tsendbaatar (MGL) · 3–2 | Lázaro Álvarez (CUB) · 3–2     | Duke Ragan (USA) · 3–2          |          |
| Gabil Mamedov           | Könnyűsúly      | Damian Durkacz (POL) · 5–0 | Richarno Colin (MRI) · 5–0       | Keyshawn Davis (USA) · 1–4          | kiesett                        | kiesett                         |          |
| Andrej Zamkovoj         | Váltósúly       |                            | Stephen Zimba (ZAM) · 5–1        | Ekherkhan Madiev (GEO) · 5–0        | Roniel Iglesias (CUB) · 0–5    | kiesett                         |          |
| Gleb Baksi              | Középsúly       |                            | Troy Isley (USA) · 3–2           | Darrelle Valsaint (HAI) · 5–0       | Hebert Conceição (BRA) · 1–4   | kiesett                         |          |
| Imam Hatajev            | Félnehézsúly    | Mohamed Assaghir (MAR) ·   | Bekzad Nurdauletov (KAZ) · 4–1   | Gazimagedov Jalidov (ESP) · KO      | Benjamin Whittaker (GBR) · 1–4 | kiesett                         |          |
| Muszlim Gadzsimagomedov | Nehézsúly       |                            | Abdelhafid Benchabla (ALG) · 5–0 | Ammar Abduljabbar (GER) · 5–0       | David Nyika (NZL) · 4–1        | Jukio César La Cruz (CUB) · 0–5 |          |
| Ivan Verjaszov          | Szupernehézsúly |                            | Maxime Yegnong (CMR) · 5–0       | Kamsibek Kunkabajev (KAZ) · 1–4     | kiesett                        | kiesett                         |          |

Női
| Versenyző              | Versenyszám | Selejtező                  | Nyolcaddöntő             | Negyeddöntő              | Elődöntő            | Döntő             | Helyezés |
| Versenyző              | Versenyszám | Ellenfél Eredmény          | Ellenfél Eredmény        | Ellenfél Eredmény        | Ellenfél Eredmény   | Ellenfél Eredmény | Helyezés |
| ---------------------- | ----------- | -------------------------- | ------------------------ | ------------------------ | ------------------- | ----------------- | -------- |
| Szvetlana Szolujanova  | Légsúly     | Virginia Fuchs (USA) · 2–3 | kiesett                  | kiesett                  | kiesett             | kiesett           |          |
| Ljudmila Voroncova     | Pehelysúly  | Irma Testa (ITA) · 1–4     | kiesett                  | kiesett                  | kiesett             | kiesett           |          |
| Szaadat Dalgatova      | Váltósúly   | Baison Manikon (THA) · 1–4 | kiesett                  | kiesett                  | kiesett             | kiesett           |          |
| Zemfira Magomedalijeva | Középsúly   |                            | Naomi Graham (USA) · 4–1 | Rady Gramane (MOZ) · 4–1 | Li Qian (CHN) · 0–5 | kiesett           |          |

## Öttusa
| Versenyző           | Versenyszám | Vívás (V) | Vívás (V) | Úszás   | Úszás | Úszás | Bónusz vívás (B) | Bónusz vívás (B) | Bónusz vívás (B) | Lovaglás | Lovaglás | Lovaglás | Lovaglás | Futás/Lövészet | Futás/Lövészet | Futás/Lövészet | Futás/Lövészet | Összesen    | Összesen |
| Versenyző           | Versenyszám | Eredmény  | Pont      | Idő     | Pont  | Hely. | Eredmény         | Pont             | V+B Hely.        | Idő      | Hibapont | Pont     | Hely.    | Lövőhiba       | Idő            | Pont           | Hely.          | Összes pont | Helyezés |
| ------------------- | ----------- | --------- | --------- | ------- | ----- | ----- | ---------------- | ---------------- | ---------------- | -------- | -------- | -------- | -------- | -------------- | -------------- | -------------- | -------------- | ----------- | -------- |
| Alekszandr Lifanov  | Férfi       | 25–10     | 250       | 2:05,60 | 299   | 27.   | 1                | 251              | 2.               |          | 21       | 279      | 21.      |                | 11:19,18       | 621            | 16.            | 1450        | 10.      |
| Gulnaz Gubajdullina | Női         | 14–21     | 181       | 2:07,31 | 296   | 1.    | 0                | 184              | 32.              |          | kiesett  | 0        | 31.      |                | 12:07,58       | 573            | 6.             | 1053        | 32.      |
| Uljana Batasova     | Női         | 23–12     | 238       | 2:11,14 | 288   | 10.   | 1                | 239              | 4.               |          | 7        | 293      | 8.       |                | 12:59,27       | 521            | 22.            | 1341        | 9.       |

## Rögbi

### Női
| Orosz női rögbicsapat-játékoskeret                                                                                      | Orosz női rögbicsapat-játékoskeret                                                                                    |
| --- | --- |
| - Anna Barancsuk - Jana Danyilova - Bajzat Hamidova - Marina Kukina - Darja Lusina - Darja Noricina - Marija Pogrebnyak | - Krisztyina Szeregyina - Darja Sesztakova - Nagyezsda Szozonova - Aljona Tyiron - Jelena Zdrokova - Alina Artyercsuk |
| Szövetségi kapitány: Andrej Kuzin                                                                                       | |

#### Eredmények
Csoportkör
A csoport

## Röplabda

### Strandröplabda
| Versenyző                                     | Versenyszám | Selejtező                         | Selejtező                     | Selejtező                              | Selejtező | Vígaszág          | Nyolcaddöntő                        | Negyeddöntő                 | Elődöntő                   | Döntő                   | Döntő   |
| Versenyző                                     | Versenyszám | Ellenfél Eredmény                 | Ellenfél Eredmény             | Ellenfél Eredmény                      | Hely      | Ellenfél Eredmény | Ellenfél Eredmény                   | Ellenfél Eredmény           | Ellenfél Eredmény          | Ellenfél Eredmény       | Hely    |
| --------------------------------------------- | ----------- | --------------------------------- | ----------------------------- | -------------------------------------- | --------- | ----------------- | ----------------------------------- | --------------------------- | -------------------------- | ----------------------- | ------- |
| Ilja Lesukov Konsztantyin Szemjonov           | Férfi       | Herrera – Gavira (ESP) · 2–0      | McHugh – Schumann (AUS) · 2–0 | Mol – Sørum (NOR) · 2–0                | 1.        |                   | M. Grimalt – E. Grimalt (CHI) · 2–0 | Mol – Sørum (NOR) · 0–2     | kiesett                    | kiesett                 | kiesett |
| Vjacseszlav Kraszilnyikov Oleg Sztojanovszkij | Férfi       | Gaxiola – Rubio (MEX) · 2–1       | Pļaviņš – Točs (LAT) · 1–2    | Perušič – Schweiner (CZE) · 2–1        | 1.        |                   | Herrera – Gavira (ESP) · 2–0        | Thole – Wickler (GER) · 2–0 | Cherif – Ahmed (QAT) · 2–0 | Mol – Sørum (NOR) · 0–2 |         |
| Nagyezsda Makroguzova Szvetlana Holomina      | Női         | Menegatti – Orsi Toth (ITA) · 2–0 | Lidy – Leila (CUB) · 2–0      | Clancy – Artacho del Solar (AUS) · 2–1 | 1.        |                   | Kravčenoka – Graudiņa (LAT) · 1–2   | kiesett                     | kiesett                    | kiesett                 | kiesett |

### Teremröplabda
Férfi
| Orosz férfi röplabdacsapat-játékoskeret                                                                   | Orosz férfi röplabdacsapat-játékoskeret                                                                  |
| --- | --- |
| - Jaroszlav Podlesznih - Artyom Volvics - Dmitrij Volkov - Ivan Jakovlev - Gyenyisz Bogdan - Pavel Pankov | - Viktor Poletajev - Makszim Mihajlov - Jegor Kljuka - Iljasz Kurkajev - Igor Kobzar - Valentyin Golubev |
| Szövetségi kapitány: Tuomas Sammelvuo                                                                     | |

Csoportkör
B csoport
Női
| Orosz női röplabdacsapat-játékoskeret                                                                            | Orosz női röplabdacsapat-játékoskeret                                                                                      |
| --- | --- |
| - Darja Pilipenko - Polina Matvejeva - Irina Koroljova - Natalija Goncsarova - Arina Fedorovceva - Anna Lazareva | - Jevgenyija Sztarceva - Irina Fetyiszova - Irina Voronkova - Anna Podkopajeva - Kszenyija Szmirnova - Jekatyerina Jenyina |
| Szövetségi kapitány: Sergio Busato                                                                               | |

Csoportkör
B csoport

## Sportlövészet
Férfi
| Versenyző               | Versenyszám          | Selejtező | Selejtező | Döntő   | Döntő   |
| Versenyző               | Versenyszám          | Pont      | Hely      | Pont    | Hely    |
| ----------------------- | -------------------- | --------- | --------- | ------- | ------- |
| Alekszej Alipov         | Trap                 | 122+10    | 8.        | kiesett | kiesett |
| Artyjom Csernouszov     | Légpisztoly          | 577       | 11.       | kiesett | kiesett |
| Leonyid Jekimov         | Gyorstüzelő pisztoly | 578       | 11.       | kiesett | kiesett |
| Szergej Kamenszkij      | Légpuska             | 628,7     | 10.       | kiesett | kiesett |
| Szergej Kamenszkij      | Sportpuska összetett | 1183      | 1.        | 464,2   |         |
| Vlagyimir Maszlennyikov | Légpuska             | 629,8     | 6.        | 123,0   | 8.      |
| Vagyim Muhametyjanov    | Légpisztoly          | 573       | 23.       | kiesett | kiesett |

Női
| Versenyző               | Versenyszám          | Selejtező | Selejtező | Döntő   | Döntő   |
| Versenyző               | Versenyszám          | Pont      | Hely      | Pont    | Hely    |
| ----------------------- | -------------------- | --------- | --------- | ------- | ------- |
| Vitalina Bacaraskina    | Légpisztoly          | 582       | 3.        | 240,3   |         |
| Vitalina Bacaraskina    | Sportpisztoly        | 586       | 3.        | 38      |         |
| Zilja Batirsina         | Skeet                | 117       | 15.       | kiesett | kiesett |
| Margarita Csernouszova  | Légpisztoly          | 565       | 35.       | kiesett | kiesett |
| Margarita Csernouszova  | Sportpisztoly        | 580       | 19.       | kiesett | kiesett |
| Anasztaszija Galasina   | Légpuska             | 628,5     | 8.        | 251,1   |         |
| Julija Karimova         | Légpuska             | 627,1     | 13.       | kiesett | kiesett |
| Julija Karimova         | Sportpuska összetett | 1177      | 4.        | 450,3   |         |
| Darja Szemjanova        | Trap                 | 116       | 15.       | kiesett | kiesett |
| Jekatyerina Szubbotyina | Trap                 | 116       | 17.       | kiesett | kiesett |
| Natalja Vinogradova     | Skeet                | 120+1     | 6.        | 17      | 6.      |
| Julija Zikova           | Sportpuska összetett | 1182      | 1.        | 461,9   |         |

Vegyes
| Versenyző                                     | Versenyszám | Selejtező | Selejtező | Elődöntő | Elődöntő | Bronz- mérkőzés           | Döntő                        | Hely |
| Versenyző                                     | Versenyszám | Pont      | Hely      | Pont     | Hely     | Ellenfél Eredmény         | Ellenfél Eredmény            | Hely |
| --------------------------------------------- | ----------- | --------- | --------- | -------- | -------- | ------------------------- | ---------------------------- | ---- |
| Anasztaszija Galasina Vlagyimir Maszlennyikov | Légpuska    | 629,8     | 4.        | 417,0    | 5.       | kiesett                   | kiesett                      |      |
| Julija Karimova Szergej Kamenszkij            | Légpuska    | 628,9     | 6.        | 417,1    | 4.       | Kwon / · Nam (KOR) · 17–9 |                              |      |
| Vitalina Bacaraskina Artyjom Csernouszov      | Légpisztoly | 581       | 2.        | 386      | 2.       |                           | Jiang / · Pang (CHN) · 14–16 |      |
| Margarita Csernouszova Anton Arisztarhov      | Légpisztoly | 566       | 15.       | kiesett  | kiesett  | kiesett                   | kiesett                      |      |
| Alekszej Alipov Darja Szemjanova              | Trap        | 142       | 11.       |          |          | kiesett                   | kiesett                      |      |
| Jekatyerina Szubbotyina Makszim Kabackij      | Trap        | 139       | 14.       |          |          | kiesett                   | kiesett                      |      |

## Sportmászás
| Versenyző         | Versenyszám | Selejtező  | Selejtező  | Selejtező | Selejtező | Selejtező | Selejtező | Selejtező | Selejtező | Selejtező | Döntő      | Döntő      | Döntő    | Döntő   | Döntő     | Döntő     | Döntő     | Döntő   | Döntő   |
| Versenyző         | Versenyszám | Gyorsasági | Gyorsasági | Boulder   | Boulder   | Nehézségi | Nehézségi | Nehézségi | Össz.     | Hely      | Gyorsasági | Gyorsasági | Boulder  | Boulder | Nehézségi | Nehézségi | Nehézségi | Össz.   | Hely    |
| Versenyző         | Versenyszám | Idő        | Hely       | Eredmény  | Hely      | Fogás     | Idő       | Hely      | Össz.     | Hely      | Idő        | Hely       | Eredmény | Hely    | Fogás     | Idő       | Hely      | Össz.   | Hely    |
| ----------------- | ----------- | ---------- | ---------- | --------- | --------- | --------- | --------- | --------- | --------- | --------- | ---------- | ---------- | -------- | ------- | --------- | --------- | --------- | ------- | ------- |
| Alekszej Rubcov   | Férfi       | 7,23       | 16.        | 2T2z 7 4  | 4.        | 26+       | 2:29      | 15.       | 960,00    | 13.       | kiesett    | kiesett    | kiesett  | kiesett | kiesett   | kiesett   | kiesett   | kiesett | kiesett |
| Julija Kaplina    | Női         | 7,65       | 5.         | 0T1z 0 2  | 18.       | 14+       | -         | 17.       | 1530,00   | 17.       | kiesett    | kiesett    | kiesett  | kiesett | kiesett   | kiesett   | kiesett   | kiesett | kiesett |
| Viktorija Meskova | Női         | 9,54       | 15.        | 2T4z 8 5  | 6.        | 29+       | -         | 5.        | 450,00    | 9.        | kiesett    | kiesett    | kiesett  | kiesett | kiesett   | kiesett   | kiesett   | kiesett | kiesett |

## Súlyemelés
| Versenyző         | Versenyző    | Szakítás | Szakítás | Lökés    | Lökés | Összetett | Hely    |
| Versenyző         | Versenyző    | Eredmény | Hely     | Eredmény | Hely  | Összetett | Hely    |
| ----------------- | ------------ | -------- | -------- | -------- | ----- | --------- | ------- |
| Tyimur Nanyijev   | Férfi 109 kg | 188 kg   | 4.       | 221 kg   | 4.    | 409 kg    | 4.      |
| Krisztyina Szobol | Női 49 kg    | 81 kg    | —        | —        | —     | —         | kiesett |

## Szinkronúszás
| Sportoló | Versenyszám | Technikai program | Technikai program | Szabadprogram (selejtező) | Szabadprogram (selejtező)     | Szabadprogram (selejtező) | Szabadprogram (döntő) | Szabadprogram (döntő)         | Szabadprogram (döntő) |
| Sportoló | Versenyszám | Pont              | Helyezés          | Pont                      | Összesen (technikai + szabad) | Helyezés                  | Pont                  | Összesen (technikai + szabad) | Helyezés              |
| --- | ----------- | ----------------- | ----------------- | ------------------------- | ----------------------------- | ------------------------- | --------------------- | ----------------------------- | --------------------- |
| Szvetlana Romasina Szvetlana Kolesznyicsenko | Páros       | 97.9000           | 1.                | 97,1079                   | 195.0079                      | 1.                        | 98,8000               | 195,9079                      |                       |
| Szvetlana Romasina Szvetlana Kolesznyicsenko Marina Goljadkina Polina Komar Alekszandra Packevics Vlada Csigirova Alla Siskina Marija Surocskina | Csapat      | 97,2979           | 1.                |                           |                               |                           | 98,8000               | 196,0979                      |                       |

## Taekwondo
| Versenyző         | Versenyszám     | Nyolcaddöntő            | Negyeddöntő               | Elődöntő              | Vígaszág           | Bronz- mérkőzés      | Döntő                     | Hely |
| Versenyző         | Versenyszám     | Ellenfél Eredmény       | Ellenfél Eredmény         | Ellenfél Eredmény     | Ellenfél Eredmény  | Ellenfél Eredmény    | Ellenfél Eredmény         | Hely |
| ----------------- | --------------- | ----------------------- | ------------------------- | --------------------- | ------------------ | -------------------- | ------------------------- | ---- |
| Mihail Artamonov  | Férfi légsúly   | Jendoubi (TUN) · 18–25  |                           |                       | Demse (ETH) · 27–5 | Guzmán (ARG) · 15–10 |                           |      |
| Makszim Hramcov   | Férfi váltósúly | Sawadogo (BUR) · 13–6   | Kanaet (CRO) · 22–0       | Eissa (EGY) · 13–1    |                    |                      | Al-Sharabaty (JOR) · 20–9 |      |
| Vlagyiszlav Larin | Férfi nehézsúly | Taufatofua (TGA) · 24–3 | Trajkovič (SLO) · 16–3    | Sun (CHN) · 30–3      |                    |                      | Georgievski (MKD) · 15–9  |      |
| Tatyjana Minyina  | női pehelysúly  | Dzéli (GRE) · 15–7      | Ben Yessouf (NIG) · 15–10 | Alizadeh (EOR) · 10–3 |                    |                      | Zolotic (USA) · 17–25     |      |

## Tenisz
Férfi
| Versenyző                        | Versenyszám | 64-es főtábla                          | 32-es főtábla                                           | Nyolcaddöntő                            | Negyeddöntő                          | Elődöntő                             | Bronz- mérkőzés   | Döntő                   | Helyezés |
| Versenyző                        | Versenyszám | Ellenfél Eredmény                      | Ellenfél Eredmény                                       | Ellenfél Eredmény                       | Ellenfél Eredmény                    | Ellenfél Eredmény                    | Ellenfél Eredmény | Ellenfél Eredmény       | Helyezés |
| -------------------------------- | ----------- | -------------------------------------- | ------------------------------------------------------- | --------------------------------------- | ------------------------------------ | ------------------------------------ | ----------------- | ----------------------- | -------- |
| Aszlan Karacev                   | Egyes       | Tommy Paul (USA) · 6–3, 6–2            | Jérémy Chardy (FRA) · 5–7, 6–4, 3–6                     | kiesett                                 | kiesett                              | kiesett                              | kiesett           | kiesett                 |          |
| Karen Hacsanov                   | Egyes       | Nisioka Josihito (JPN) · 3–6, 6–1, 6–2 | James Duckworth (AUS) · 7–5, 6–1                        | Diego Schwartzman (ARG) · 6–1, 2–6, 6–1 | Ugo Humbert (FRA) · 7–6, 4–6, 6–3    | Pablo Carreño Busta (ESP) · 6–3, 6–3 |                   | Zverev (GER) · 3–6, 1–6 |          |
| Danyiil Medvegyev                | Egyes       | Alekszander Bublik (KAZ) · 6–4, 7–6    | Sumit Nagal (IND) · 6–2, 6–1                            | Fabio Fognini (ITA) · 6–2, 3–6, 6–2     | Pablo Carreño Busta (ESP) · 2–6, 6–7 | kiesett                              | kiesett           | kiesett                 |          |
| Andrej Rubljov                   | Egyes       | Nisikori Kei (JPN) · 3–6, 4–6          | kiesett                                                 | kiesett                                 | kiesett                              | kiesett                              | kiesett           | kiesett                 |          |
| Aszlan Karacev Danyiil Medvegyev | Páros       |                                        | Lukáš Klein / · Filip Polášek (SVK) · 5–7, 4–6          | kiesett                                 | kiesett                              | kiesett                              | kiesett           | kiesett                 |          |
| Karen Hacsanov Andrej Rubljov    | Páros       |                                        | Rajeev Ram / · Frances Tiafoe (USA) · 7–6, 6–7, [10–12] | kiesett                                 | kiesett                              | kiesett                              | kiesett           | kiesett                 |          |

Női
| Versenyző                               | Versenyszám | 64-es főtábla                          | 32-es főtábla                                           | Nyolcaddöntő                                           | Negyeddöntő                                             | Elődöntő                                                  | Bronz- mérkőzés                                          | Döntő             | Helyezés |
| Versenyző                               | Versenyszám | Ellenfél Eredmény                      | Ellenfél Eredmény                                       | Ellenfél Eredmény                                      | Ellenfél Eredmény                                       | Ellenfél Eredmény                                         | Ellenfél Eredmény                                        | Ellenfél Eredmény | Helyezés |
| --------------------------------------- | ----------- | -------------------------------------- | ------------------------------------------------------- | ------------------------------------------------------ | ------------------------------------------------------- | --------------------------------------------------------- | -------------------------------------------------------- | ----------------- | -------- |
| Jekatyerina Alekszandrova               | Egyes       | Elise Mertens (BEL) · 4–6, 6–4, 6–4    | Nadia Podoroska (ARG) · 1–6, 3–6                        | kiesett                                                | kiesett                                                 | kiesett                                                   | kiesett                                                  | kiesett           |          |
| Veronyika Kugyermetova                  | Egyes       | Garbiñe Muguruza (ESP) · 5–7, 5–7      | kiesett                                                 | kiesett                                                | kiesett                                                 | kiesett                                                   | kiesett                                                  | kiesett           |          |
| Anasztaszija Pavljucsenkova             | Egyes       | Sara Errani (ITA) · 6–0, 6–1           | Anna-Lena Friedsam (GER) · 6–1, 6–1                     | Sara Sorribes Tormo (ESP) · 6–1, 6–3                   | Belinda Bencic (SUI) · 0–6, 6–3, 3–6                    | kiesett                                                   | kiesett                                                  | kiesett           |          |
| Jelena Vesznyina                        | Egyes       | Jeļena Ostapenko (LAT) · 6–4, 6–7, 6–4 | Camila Giorgi (ITA) · 3–6, 1–6                          | kiesett                                                | kiesett                                                 | kiesett                                                   | kiesett                                                  | kiesett           |          |
| Jelena Vesznyina Veronyika Kugyermetova | Páros       |                                        | Laura Siegemund / · Anna-Lena Friedsam (GER) · 6–2, 7–5 | Kiki Bertens / · Demi Schuurs (NED) · 2–6, 6–3, [10–7] | Ljudmila Kicsenok / · Nagyija Kicsenok (UKR) · 6–2, 6–1 | Barbora Krejčíková / · Siniaková (CZE) · 3–6, 6–3, [6–10] | Laura Pigossi / · Luisa Stefani (BRA) · 6–4, 4–6, [9–11] |                   | 4.       |

Vegyes
| Versenyző                                  | Versenyszám  | Nyolcaddöntő                                           | Negyeddöntő                                             | Elődöntő                                                | Bronz- mérkőzés   | Döntő                                                                    | Helyezés |
| Versenyző                                  | Versenyszám  | Ellenfél Eredmény                                      | Ellenfél Eredmény                                       | Ellenfél Eredmény                                       | Ellenfél Eredmény | Hely                                                                     | Helyezés |
| ------------------------------------------ | ------------ | ------------------------------------------------------ | ------------------------------------------------------- | ------------------------------------------------------- | ----------------- | ------------------------------------------------------------------------ | -------- |
| Aszlan Karacev Jelena Vesznyina            | Vegyes páros | Nicolas Mahut / · Kristina Mladenovic (FRA) · 6–4, 6–2 | Łukasz Kubot / · Iga Świątek (POL) · 6–4, 6–4           | Novak Đoković / · Nina Stojanović (SRB) · 7–6, 7–5      |                   | Andrej Rubljov / · Anasztaszija Pavljucsenkova (ROC) · 3–6, 7–6, [11–13] |          |
| Andrej Rubljov Anasztaszija Pavljucsenkova | Vegyes páros | Ivan Dodig / · Darija Jurak (CRO) · 5–7, 6–4, [11–9]   | Ben McLachlan / · Sibahara Ena (JPN) · 7–5, 6–7, [10–8] | John Peers / · Ashleigh Barty (AUS) · 5–7, 6–4, [13–11] |                   | Aszlan Karacev / · Jelena Vesznyina (ROC) · W 6–3, 6–7, [13–11]          |          |

## Tollaslabda
Férfi
| Versenyző                      | Versenyszám | Csoportkör | Csoportkör | Nyolcaddöntő      | Negyeddöntő       | Elődöntő          | Bronz- mérkőzés   | Döntő             | Helyezés |
| Versenyző                      | Versenyszám | Ellenfél Eredmény | Hely.      | Ellenfél Eredmény | Ellenfél Eredmény | Ellenfél Eredmény | Ellenfél Eredmény | Ellenfél Eredmény | Helyezés |
| ------------------------------ | ----------- | --- | ---------- | ----------------- | ----------------- | ----------------- | ----------------- | ----------------- | -------- |
| Szergej Szirant                | Férfi egyes | J csoport · Anthony Sinisuka Ginting (INA) · 12–21, 10–21 · Krausz Gergely (HUN) · 21–18, 21–18                                                                                | 2.         | kiesett           | kiesett           | kiesett           | kiesett           | kiesett           |          |
| Vlagyimir Ivanov Ivan Szozonov | páros       | Kim Astrup (DEN) · Anders Skaarup Rasmussen · 13–21, 18–21 · Endo Hirojuki (JPN) · Vatanabe Júta · 19–21, 19–21 · Godwin Olofua (NGR) · Anuoluwapo Juwon Opeyori · 21–8, 21–10 | 3.         |                   | kiesett           | kiesett           | kiesett           | kiesett           |          |

Női
| Versenyző             | Versenyszám | Csoportkör                                                          | Csoportkör | Nyolcaddöntő      | Negyeddöntő       | Elődöntő          | Bronz- mérkőzés   | Döntő             | Helyezés |
| Versenyző             | Versenyszám | Ellenfél Eredmény                                                   | Hely.      | Ellenfél Eredmény | Ellenfél Eredmény | Ellenfél Eredmény | Ellenfél Eredmény | Ellenfél Eredmény | Helyezés |
| --------------------- | ----------- | ------------------------------------------------------------------- | ---------- | ----------------- | ----------------- | ----------------- | ----------------- | ----------------- | -------- |
| Jevgenyija Koszeckaja | Női egyes   | Yvonne Li (GER) · 22–20, 22–15 · Okuhara Nozomi (JPN) · 6–21, 16–21 | 2.         | kiesett           | kiesett           | kiesett           | kiesett           | kiesett           |          |

## Torna
Férfi
Női

## Triatlon
| Versenyző               | Versenyszám | 1,5 km úszás | Depózás 1 | 43 km kerékpározás | Depózás 2     | 10 km futás   | Összesítés    | Összesítés    |
| Versenyző               | Versenyszám | Idő          | Idő       | Idő                | Idő           | Idő           | Idő           | Helyezés      |
| ----------------------- | ----------- | ------------ | --------- | ------------------ | ------------- | ------------- | ------------- | ------------- |
| Dmitrij Poljanszkij     | Férfi       | 17:40        | 0:38      | 56:49              | 0:31          | 33:08         | 1:48:46       | 32.           |
| Igor Poljanszkij        | Férfi       | 17:47        | 0:41      | 58:30              | 0:35          | 34:34         | 1:52:07       | 43.           |
| Anasztaszija Gorbunova  | Női         | 19:37        | 0:45      | nem ért célba      | nem ért célba | nem ért célba | nem ért célba | nem ért célba |
| Alekszandra Razarjonova | Női         | 20:17        | 0:43      | lekörözték         | lekörözték    | lekörözték    | nem ért célba | nem ért célba |

Vegyes csapat
| Versenyző               | Versenyszám   | Úszás (300 m) | Depózás 1 | Kerékpározás (6,8 km) | Depózás 2 | Futás (2 km) | Összesen | Hely. |
| ----------------------- | ------------- | ------------- | --------- | --------------------- | --------- | ------------ | -------- | ----- |
| Dmitrij Poljanszkij     | Vegyes csapat | 3:57          | 0:47      | 9:56                  | 0:27      | 5:40         | 20:47    | –     |
| Igor Poljanszkij        | Vegyes csapat | 3:53          | 0:36      | 9:48                  | 0:27      | 6:10         | 20:54    | –     |
| Anasztaszija Gorbunova  | Vegyes csapat | 4:34          | 0:40      | 10:57                 | 0:31      | 6:47         | 23:29    | –     |
| Alekszandra Razarjonova | Vegyes csapat | 3:59          | 0:37      | 10:30                 | 0:32      | 6:25         | 22:03    | –     |
| Összesen                | Vegyes csapat | –             | –         | –                     | –         | –            | 1:27:13  | 14.   |

## Úszás
Férfi
| Versenyző | Versenyszám      | Selejtező | Selejtező | Elődöntő | Elődöntő | Döntő      | Döntő   |
| Versenyző | Versenyszám      | Idő       | Hely      | Idő      | Hely     | Idő        | Hely    |
| --- | ---------------- | --------- | --------- | -------- | -------- | ---------- | ------- |
| Anton Csupkov | 100 m mell       | 59,55     | 15.       | 59,93    | 16.      | kiesett    | kiesett |
| Anton Csupkov | 200 m mell       | 2:08,54   | 5.        | 2:08,54  | 7.       | 2:07,24    | 4.      |
| Ilja Druzsinyin | 800 m gyors      | 8:01,47   | 30.       |          |          | kiesett    | kiesett |
| Ivan Girjov | 200 m gyors      | 1:47,11   | 22.       | kiesett  | kiesett  | kiesett    | kiesett |
| Kliment Kolesznyikov | 50 m gyors       | 21,88     | 10.       | 21,82    | =9.      | kiesett    | kiesett |
| Kliment Kolesznyikov | 100 m gyors      | 47,89     | 5.        | 47,11 ER | 1.       | 47,44      |         |
| Kliment Kolesznyikov | 100 m hát        | 52,15     | 1.        | 52,29    | 2.       | 52,00      |         |
| Alekszandr Kudasev | 200 m pillangó   | 1:55,54   | 12.       | 1:55,51  | 12.      | kiesett    | kiesett |
| Martyin Maljutyin | 200 m gyors      | 1:45,50   | 6.        | 1:45,45  | 5.       | 1:45,01    | 5.      |
| Martyin Maljutyin | 400 m gyors      | 3:49,49   | 22.       |          |          | kiesett    | kiesett |
| Kirill Martinicsev | 1500 m gyors     | 14:52,66  | 8.        |          |          | 14:55,85   | 6.      |
| Andrej Minakov | 100 m gyors      | 48,00     | 7.        | 48,03    | 10.      | kiesett    | kiesett |
| Andrej Minakov | 100 m pillangó   | 51,00     | 4.        | 51,11    | 5.       | 50,88      | 4.      |
| Vlagyimir Morozov | 50 m gyors       | 21,92     | 12.       | 22,25    | 16.      | kiesett    | kiesett |
| Kirill Prigoda | 100 m mell       | 59,68     | 16.       | 59,44    | 11.      | kiesett    | kiesett |
| Kirill Prigoda | 200 m mell       | 2:09,21   | 9.        | 2:08,88  | 9.       | kiesett    | kiesett |
| Jevgenyij Rilov | 100 m hát        | 53,22     | 7.        | 52,91    | 5.       | 51,98 ER   |         |
| Jevgenyij Rilov | 200 m hát        | 1:56,02   | 2.        | 1:54,45  | 1.       | 1:53,27 OR |         |
| Makszim Sztupin | 200 m vegyes     | 1:59,39   | 29.       | kiesett  | kiesett  | kiesett    | kiesett |
| Makszim Sztupin | 400 m vegyes     | 4:16,21   | 18.       |          |          | kiesett    | kiesett |
| Grigorij Taraszevics | 200 m hát        | 1:56,82   | 5.        | 1:57,06  | 12.      | kiesett    | kiesett |
| Mihail Vekoviscsev | 100 m pillangó   | 51,89     | =18.      | kiesett  | kiesett  | kiesett    | kiesett |
| Alekszandr Jegorov | 400 m gyors      | 3:47,71   | 17.       |          |          | kiesett    | kiesett |
| Alekszandr Jegorov | 800 m gyors      | 7:49,97   | 13.       |          |          | kiesett    | kiesett |
| Alekszandr Jegorov | 1500 m gyors     | 15:06,55  | 19.       |          |          | kiesett    | kiesett |
| Andrej Zsilkin | 200 m vegyes     | 1:57,94   | 14.       | 1:59,.05 | 15.      | kiesett    | kiesett |
| Vlagyiszlav Grinyov Kliment Kolesznyikov Andrej Minakov Vlagyimir Morozov (Alekszandr Scsogolev)                                               | 4 × 100 m gyors  | 3:13,13   | 8.        |          |          | 3:12,20    | 7.      |
| Mihail Dovgaljuk Ivan Girjov Martyin Maljutyin Jevgenyij Rilov (Alekszandr Krasznih Mihail Vekoviscsev)                                        | 4 × 200 m gyors  | 7:05,16   | 4.        |          |          | 7:01,81    |         |
| Kliment Kolesznyikov Andrej Minakov Kirill Prigoda Jevgenyij Rilov (Anton Csupkov Vlagyiszlav Grinyov Grigorij Taraszevics Mihail Vekoviscsev) | 4 × 100 m vegyes | 3:31,66   | 3.        |          |          | 3:29,22    | 4.      |
| Kirill Abroszimov | 10 km nyílt vízi |           |           |          |          | 1:54:29,3  | 19.     |

Női
| Versenyző | Versenyszám      | Selejtező  | Selejtező  | Elődöntő | Elődöntő | Döntő     | Döntő   |
| Versenyző | Versenyszám      | Idő        | Hely       | Idő      | Hely     | Idő       | Hely    |
| --- | ---------------- | ---------- | ---------- | -------- | -------- | --------- | ------- |
| Veronyika Andruszenko                                                                                            | 200 m gyors      | 1:59,17    | 21.        | kiesett  | kiesett  | kiesett   | kiesett |
| Jevgenyija Csikunova                                                                                             | 100 m mell       | 1:06,16    | 6.         | 1:06,47  | 6.       | 1:05,90   | 4.      |
| Jevgenyija Csikunova                                                                                             | 200 m mell       | 2:22,16    | 3.         | 2:20,57  | 2.       | 2:20,88   | 4       |
| Szvetlana Csimrova                                                                                               | 100 m pillangó   | 58,04      | 15.        | 57,54    | 11.      | kiesett   | kiesett |
| Szvetlana Csimrova                                                                                               | 200 m pillangó   | 2:08,84    | 6.         | 2:08,62  | 7.       | 2:07,70   | 5.      |
| Anna Jegorova | 400 m gyors      | 4:08,24    | 15.        |          |          | kiesett   | kiesett |
| Anna Jegorova | 800 m gyors      | Nem indult | Nem indult |          |          | kiesett   | kiesett |
| Anasztaszija Feszikova                                                                                           | 100 m mell       | 59,92      | 13.        | 1:00,20  | =14.     | kiesett   | kiesett |
| Marija Kamenyeva                                                                                                 | 50 m gyors       | 24,83      | 19.        | kiesett  | kiesett  | kiesett   | kiesett |
| Marija Kamenyeva                                                                                                 | 100 m gyors      | 53,92      | 20.        | kiesett  | kiesett  | kiesett   | kiesett |
| Marija Kamenyeva                                                                                                 | 100 m hát        | 59,88      | 10.        | 59,49    | 10.      | kiesett   | kiesett |
| Anasztaszija Kirpicsnyikova                                                                                      | 400 m gyors      | 4:08,01    | 14.        |          |          | kiesett   | kiesett |
| Anasztaszija Kirpicsnyikova                                                                                      | 800 m gyors      | 8:18,77    | 5.         |          |          | 8:26,30   | 8.      |
| Anasztaszija Kirpicsnyikova                                                                                      | 1500 m gyors     | 15:50,22   | 5.         |          |          | 16:00,38  | 7.      |
| Anasztaszija Kirpicsnyikova                                                                                      | 10 km nyílt vízi |            |            |          |          | 2:03:17,5 | 15.     |
| Valerija Szalamatyina                                                                                            | 200 m gyors      | 1:58,33    | 16.        | 1:58,98  | 15.      | kiesett   | kiesett |
| Arina Szurkova                                                                                                   | 50 m gyors       | 24,52      | 9.         | 24,57    | 10.      | kiesett   | kiesett |
| Arina Szurkova                                                                                                   | 100 m pillangó   | 58,02      | 14.        | 57,72    | 14.      | kiesett   | kiesett |
| Marija Tyemnyikova                                                                                               | 200 m mell       | 2:23,13    | 7.         | 2:24,69  | 11.      | kiesett   | kiesett |
| Darja K. Usztyinova                                                                                              | 200 m hát        | 2:13,72    | 22.        | kiesett  | kiesett  | kiesett   | kiesett |
| Julija Jefimova                                                                                                  | 100 m mell       | 1:06,21    | 8.         | 1:06,34  | 5.       | 1:06,02   | 5.      |
| Veronyika Andruszenko Jelizaveta Klevanovics Darja Sz. Usztyinova Arina Szurkova                                 | 4 × 100 m gyors  | 3:38,25    | 11.        |          |          | kiesett   | kiesett |
| Veronyika Andruszenko Anna Jegorova Anasztaszija Guzsenkova Valerija Szalamatyina                                | 4 × 200 m gyors  | 7:52,04    | 5.         |          |          | 7:52,15   | 5.      |
| Jevgenyija Csikunova Szvetlana Csimrova Marija Kamenyeva Arina Szurkova (Anasztaszija Feszikova Julija Jefimova) | 4 × 100 m vegyes | 3:57,36    | 7.         |          |          | 3:56,93   | 7       |

Vegyes
| Versenyző                                                                                                | Versenyszám      | Selejtező | Selejtező | Döntő   | Döntő |
| Versenyző                                                                                                | Versenyszám      | Idő       | Hely      | Idő     | Hely  |
| --- | ---------------- | --------- | --------- | ------- | ----- |
| Szvetlana Csimrova Marija Kamenyeva Kirill Prigoda Jevgenyij Rilov (Arina Szurkova Grigorij Taraszevics) | 4 × 100 m vegyes | 3:43,73   | 7.        | 3:42,45 | 7.    |

## Vitorlázás
Férfi
| Versenyző                        | Versenyszám | Futam | Futam | Futam | Futam | Futam           | Futam | Futam | Futam | Futam | Futam | Futam | Futam | Futam   | Pontszám | Helyezés |
| Versenyző                        | Versenyszám | 1     | 2     | 3     | 4     | 5               | 6     | 7     | 8     | 9     | 10    | 11    | 12    | É       | Pontszám | Helyezés |
| -------------------------------- | ----------- | ----- | ----- | ----- | ----- | --------------- | ----- | ----- | ----- | ----- | ----- | ----- | ----- | ------- | -------- | -------- |
| Alekszandr Aszkerov              | Szörf       | 19    | 18    | 17    | 20    | (nem ért célba) | 18    | 20    | 15    | 19    | 22    | 19    | 23    | kiesett | 208      | 19.      |
| Szergej Komisszarov              | Laser       | 24    | 16    | 17    | 6     | 15              | 6     | 13    | 7     | 4     | (29)  |       |       | kiesett | 98       | 11.      |
| Pavel Szozikin Gyenyisz Gribanov | 470         | 14    | 13    | 6     | 12    | (16)            | 6     | 6     | 10    | 9     | 12    |       |       | kiesett | 90       | 12.      |

Női
| Versenyző           | Versenyszám  | Futam | Futam | Futam | Futam | Futam | Futam | Futam     | Futam | Futam | Futam | Futam | Futam | Futam   | Pontszám | Helyezés |
| Versenyző           | Versenyszám  | 1     | 2     | 3     | 4     | 5     | 6     | 7         | 8     | 9     | 10    | 11    | 12    | É       | Pontszám | Helyezés |
| ------------------- | ------------ | ----- | ----- | ----- | ----- | ----- | ----- | --------- | ----- | ----- | ----- | ----- | ----- | ------- | -------- | -------- |
| Anna Hvorikova      | Szörf        | 18    | 10    | 5     | (26)  | 23    | 24    | 25        | 25    | 25    | 20    | 23    | 26    | kiesett | 224      | 22.      |
| Jekatyerina Zjuzina | Laser Radial | 15    | 31    | 35    | 12    | 31    | 22    | (kizárva) | 18    | 8     | 26    |       |       | kiesett | 198      | 27.      |

## Vívás
Férfi
Női

## Vízilabda

### Női
Játékoskeret
| Orosz női vízilabdacsapat-játékoskeret | Orosz női vízilabdacsapat-játékoskeret                                                                                       |
| --- | --- |
| - Jevgenyija Golovina - Marija Bersznyeva - Jekatyerina Prokofjeva - Elvina Karimova - Veronyika Vahitova - Anasztaszija Fedotova - Aljona Szerzsantova | - Anasztaszija Szimanovics - Anna Tyimofejeva - Jevgenyija Szoboleva - Jevgenyija Ivanova - Nagyezsda Glizina - Anna Karnauh |
| Szövetségi kapitány: Alekszandr Gajdukov | |

#### Eredmények
Csoportkör
B csoport
| Hely. | Csapat                                       | M | Gy | D | V | G+ | G– | Gk  | P | Továbbjutás |
| ----- | -------------------------------------------- | - | -- | - | - | -- | -- | --- | - | ----------- |
| 1.    | Egyesült Államok (USA)                       | 4 | 3  | 0 | 1 | 64 | 26 | +38 | 6 | Negyeddöntő |
| 2.    | Magyarország (HUN)                           | 4 | 2  | 1 | 1 | 46 | 43 | +3  | 5 | Negyeddöntő |
| 3.    | Az Orosz Olimpiai Bizottság versenyzői (ROC) | 4 | 2  | 1 | 1 | 53 | 61 | −8  | 5 | Negyeddöntő |
| 4.    | Kína (CHN)                                   | 4 | 2  | 0 | 2 | 51 | 50 | +1  | 4 | Negyeddöntő |
| 5.    | Japán (JPN) (R)                              | 4 | 0  | 0 | 4 | 44 | 78 | −34 | 0 |             |

1. 1 2  Orosz Olimpiai Bizottság versenyzői 10–10 Magyarország

| 2021. július 24. 19:50 (12:50) | Kína (CHN)                     | 17–18       | Az Orosz Olimpiai Bizottság versenyzői (ROC) | Tokyo Tatsumi International Swimming Center Játékvezetők: Marie-Claude Deslières (CAN), Michiel Zwart (NED) |
| 2021. július 24. 19:50 (12:50) | (6–5, 4–4, 4–5, 3–4)           |             |                                              | Tokyo Tatsumi International Swimming Center Játékvezetők: Marie-Claude Deslières (CAN), Michiel Zwart (NED) |
| 2021. július 24. 19:50 (12:50) | Vang Hszin-jen (Wang Xinyan) 4 | Jegyzőkönyv | Prokofjeva 4                                 | Tokyo Tatsumi International Swimming Center Játékvezetők: Marie-Claude Deslières (CAN), Michiel Zwart (NED) |

| 2021. július 26. 15:30 (8:30) | Az Orosz Olimpiai Bizottság versenyzői (ROC) | 10–10       | Magyarország (HUN)   | Tokyo Tatsumi International Swimming Center Játékvezetők: Sébastien Dervieux (FRA), Xevi Buch (ESP) |
| 2021. július 26. 15:30 (8:30) | (1–2, 3–5, 3–1, 3–2)                         |             |                      | Tokyo Tatsumi International Swimming Center Játékvezetők: Sébastien Dervieux (FRA), Xevi Buch (ESP) |
| 2021. július 26. 15:30 (8:30) | Prokofjeva 4                                 | Jegyzőkönyv | Leimeter, Szilágyi 2 | Tokyo Tatsumi International Swimming Center Játékvezetők: Sébastien Dervieux (FRA), Xevi Buch (ESP) |

| 2021. július 30. 15:30 (8:30) | Egyesült Államok (USA)  | 18–5        | Az Orosz Olimpiai Bizottság versenyzői (ROC) | Tokyo Tatsumi International Swimming Center Játékvezetők: Alessandro Severo (ITA), Xevi Buch (ESP) |
| 2021. július 30. 15:30 (8:30) | (5–1, 4–2, 6–1, 3–1)    |             |                                              | Tokyo Tatsumi International Swimming Center Játékvezetők: Alessandro Severo (ITA), Xevi Buch (ESP) |
| 2021. július 30. 15:30 (8:30) | Haralabidis, Steffens 4 | Jegyzőkönyv | Szimanovics 2                                | Tokyo Tatsumi International Swimming Center Játékvezetők: Alessandro Severo (ITA), Xevi Buch (ESP) |

| 2021. augusztus 1. 18:20 (11:20) | Az Orosz Olimpiai Bizottság versenyzői (ROC) | 20–16       | Japán (JPN) | Tokyo Tatsumi International Swimming Center Játékvezetők: Marie-Claude Deslières (CAN), Dion Willis (RSA) |
| 2021. augusztus 1. 18:20 (11:20) | (5–5, 7–3, 6–4, 2–4)                         |             |             | Tokyo Tatsumi International Swimming Center Játékvezetők: Marie-Claude Deslières (CAN), Dion Willis (RSA) |
| 2021. augusztus 1. 18:20 (11:20) | Szerzsantova 4                               | Jegyzőkönyv | Arima 5     | Tokyo Tatsumi International Swimming Center Játékvezetők: Marie-Claude Deslières (CAN), Dion Willis (RSA) |

Negyeddöntő
| 2021. augusztus 3. 19:50 (12:50) | Ausztrália (AUS)     | 8–9         | Az Orosz Olimpiai Bizottság versenyzői (ROC) | Tokyo Tatsumi International Swimming Center Játékvezetők: Adrian Alexandrescu (ROU), Xevi Buch (ESP) |
| 2021. augusztus 3. 19:50 (12:50) | (2–4, 2–2, 2–2, 2–1) |             |                                              | Tokyo Tatsumi International Swimming Center Játékvezetők: Adrian Alexandrescu (ROU), Xevi Buch (ESP) |
| 2021. augusztus 3. 19:50 (12:50) | Armit, Halligan 2    | Jegyzőkönyv | három játékos 2                              | Tokyo Tatsumi International Swimming Center Játékvezetők: Adrian Alexandrescu (ROU), Xevi Buch (ESP) |

Elődöntő
| 2021. augusztus 5. 18:20 (11:20) | Az Orosz Olimpiai Bizottság versenyzői (ROC) | 11–15       | Egyesült Államok (USA) | Tokyo Tatsumi International Swimming Center Játékvezetők: Stanko Ivanovski (MNE), Dion Willis (RSA) |
| 2021. augusztus 5. 18:20 (11:20) | (3–2, 4–4, 2–5, 2–4)                         |             |                        | Tokyo Tatsumi International Swimming Center Játékvezetők: Stanko Ivanovski (MNE), Dion Willis (RSA) |
| 2021. augusztus 5. 18:20 (11:20) | Bersznyeva 3                                 | Jegyzőkönyv | Musselman 5            | Tokyo Tatsumi International Swimming Center Játékvezetők: Stanko Ivanovski (MNE), Dion Willis (RSA) |

Bronzmérkőzés
| 2021. augusztus 7. 13:40 (6:40) | Magyarország (HUN)   | 11–9        | Az Orosz Olimpiai Bizottság versenyzői (ROC) | Tokyo Tatsumi International Swimming Center Játékvezetők: Georgios Stavridis (GRE), Frank Ohme (GER) |
| 2021. augusztus 7. 13:40 (6:40) | (2–2, 5–3, 0–3, 4–1) |             |                                              | Tokyo Tatsumi International Swimming Center Játékvezetők: Georgios Stavridis (GRE), Frank Ohme (GER) |
| 2021. augusztus 7. 13:40 (6:40) | Vályi 3              | Jegyzőkönyv | három játékos 2                              | Tokyo Tatsumi International Swimming Center Játékvezetők: Georgios Stavridis (GRE), Frank Ohme (GER) |